# Réseau de bus Roissy Est
Le réseau de bus Roissy Est est un réseau de transports en commun par autobus et autocars circulant en Île-de-France, organisé par l'autorité organisatrice Île-de-France Mobilités. Il est exploité par le groupe Keolis à travers la société Keolis Roissy Pays de France Est, à partir du 1er août 2023.
Il se compose de 44 lignes qui desservent l'est de la communauté d'agglomération Roissy Pays de France, ainsi qu'un service de transport à la demande.

## Développement du réseau

### Ouverture à la concurrence
En raison de l'ouverture à la concurrence des transports en commun en Île-de-France, le réseau de bus Roissy Est est créé le 1er août 2023, correspondant à la délégation de service public numéro 8 établie par Île-de-France Mobilités. Un appel d'offres a donc été lancé par l'autorité organisatrice afin de désigner une entreprise qui exploitera le réseau pour une durée de sept ans. C'est finalement le groupe Keolis à travers la société Keolis Roissy Pays de France Est, qui a été désigné lors du conseil d'administration du 6 mars 2023.
À la date de son ouverture à la concurrence, le réseau se composait des lignes 3A, 16, 17, 18, 19, 21, 22, 23, 24, 71, 116 et 171 et réseau Goëlys avec les lignes 701, 702, 703, 704, 705, 707, 708, 709, 710, 711, 749, 751, 753, 755 et 756 exploités par Keolis CIF et des lignes 8, 9, 12, 17, 18 et 19 exploitées par Transdev Trans Val de France.
La ligne 3A devient la 3 dès le 1er août 2023.
Le 28 août 2023, le réseau est restructuré notamment concernant les services scolaires : la ligne 712 remplace les services scolaires des lignes 710 et 711, la ligne 713 remplace les services scolaires des lignes 703, 705 et 753, la ligne 714 voit le jour, la ligne 715 remplace les lignes 715 et 755, la ligne 756 devient 716 et la ligne 749 devient 719 ; du côté des lignes régulières, les lignes 703 et 705 fusionnent et l'offre des lignes 9, 12, 17, 21, 22, 23, 701, 702, 711 est revue,,.

### Renumérotation des lignes
À compter du 22 avril 2024, le réseau Roissy Est applique le nouveau principe de numérotation régionale unique planifié par Île-de-France Mobilités, supprimant les doublons. La correspondance entre anciens et nouveaux numéros est la suivante, les lignes scolaires ayant plusieurs itinéraires voient chacun de ces trajets prendre un numéro distinctif :
| Ancien numéro                     | Nouveau numéro |
| --------------------------------- | -------------- |
| 701                               | 2101           |
| 702                               | 2102           |
| 703                               | 2103           |
| 704                               | 2104           |
| 707                               | 2107           |
| 708                               | 2108           |
| 709                               | 2109           |
| 710                               | 2110           |
| 711                               | 2111           |
| 3                                 | 2113           |
| 16                                | 2116           |
| 17 (Villeparisis)                 | 2117           |
| 18 (Villeparisis)                 | 2118           |
| 19 (Villeparisis - Claye-Souilly) | 2119           |
| 18 (Mitry - Claye)                | 2120           |
| 21                                | 2121           |
| 22                                | 2122           |
| 23                                | 2123           |
| 24                                | 2124           |
| 71                                | 2127           |
| 8                                 | 2128           |
| 9                                 | 2129           |
| 17 (Mitry - Charny)               | 2130           |
| 712A                              | 2150           |
| 712B                              | 2151           |
| 712C                              | 2152           |
| 712D                              | 2153           |
| 712E                              | 2154           |
| 713A                              | 2155           |
| 713B                              | 2156           |
| 713C                              | 2157           |
| 714A                              | 2158           |
| 714B                              | 2159           |
| 714C                              | 2160           |
| 715A                              | 2161           |
| 715B                              | 2162           |
| 716                               | 2163           |
| 719A et 719B                      | 2164           |
| 719C                              | 2165           |
| 719D                              | 2166           |
| 12                                | 2168           |
| 19 (Claye - Charny)               | 2169           |
| 171                               | 2171           |
| 116                               | 2176           |

## Lignes du réseau

### Lignes 2101 à 2109
| Ligne | Caractéristiques | Caractéristiques | Caractéristiques | Caractéristiques | Caractéristiques | Caractéristiques | Caractéristiques | Caractéristiques | Caractéristiques |
| 2101  | Aéroport Charles-de-Gaulle 1 RER ⥋ Othis — Beaupré / Moussy-le-Neuf — La Barogne (à certaines heures du lundi au vendredi) | Aéroport Charles-de-Gaulle 1 RER ⥋ Othis — Beaupré / Moussy-le-Neuf — La Barogne (à certaines heures du lundi au vendredi)                               | Aéroport Charles-de-Gaulle 1 RER ⥋ Othis — Beaupré / Moussy-le-Neuf — La Barogne (à certaines heures du lundi au vendredi)                               | Aéroport Charles-de-Gaulle 1 RER ⥋ Othis — Beaupré / Moussy-le-Neuf — La Barogne (à certaines heures du lundi au vendredi)                               | Aéroport Charles-de-Gaulle 1 RER ⥋ Othis — Beaupré / Moussy-le-Neuf — La Barogne (à certaines heures du lundi au vendredi)                               | Aéroport Charles-de-Gaulle 1 RER ⥋ Othis — Beaupré / Moussy-le-Neuf — La Barogne (à certaines heures du lundi au vendredi)                               | Aéroport Charles-de-Gaulle 1 RER ⥋ Othis — Beaupré / Moussy-le-Neuf — La Barogne (à certaines heures du lundi au vendredi)                               | Aéroport Charles-de-Gaulle 1 RER ⥋ Othis — Beaupré / Moussy-le-Neuf — La Barogne (à certaines heures du lundi au vendredi)                               | Aéroport Charles-de-Gaulle 1 RER ⥋ Othis — Beaupré / Moussy-le-Neuf — La Barogne (à certaines heures du lundi au vendredi)                               |
| ----- | --- | --- | --- | --- | --- | --- | --- | --- | --- |
| 2101  | Ouverture / Fermeture — / — | Longueur 28,25 km | Durée 10-55 min | Nb. d’arrêts 36 (39) | Matériel — | Jours de fonctionnement L, Ma, Me, J, V, S, D | Jour / Soir / Nuit / Fêtes O / O / N / O | Voy. / an — | Centre-bus Dammartin-en-Goële |
| 2101  | Desserte : - Villes et lieux desservis : Tremblay-en-France, Le Mesnil-Amelot, Villeneuve-sous-Dammartin, Longperrier, Dammartin-en-Goële, Othis et Moussy-le-Neuf - Gare desservie : Aéroport Charles-de-Gaulle 1 | | | | | | | | |
| 2101  | Autre : - Zone traversée : 5 - Arrêts non accessibles aux UFR : — - Amplitudes horaires : La ligne fonctionne du lundi au vendredi de 4 h 40 à 0 h 30, le samedi de 5 h 20 à 23 h 5 et les dimanches et fêtes de 5 h 25 à 22 h 45. - Particularités : Il existe des services entre Saint-Laurent / Collège de l'Europe et Lycée Charles-de-Gaulle du lundi au samedi aux heures d'entrée et de sortie de l'établissement. Il existe des prolongements du lundi au vendredi à certaines heures jusqu'à Saint-Laurent. - Date de dernière mise à jour : 28 août 2023. | | | | | | | | |
| 2101  | Dernière actualisation : — | | | | | | | | |
| 2102  | Aéroport Charles-de-Gaulle 1 RER ⥋ Louvres RER | Aéroport Charles-de-Gaulle 1 RER ⥋ Louvres RER | Aéroport Charles-de-Gaulle 1 RER ⥋ Louvres RER | Aéroport Charles-de-Gaulle 1 RER ⥋ Louvres RER | Aéroport Charles-de-Gaulle 1 RER ⥋ Louvres RER | Aéroport Charles-de-Gaulle 1 RER ⥋ Louvres RER | Aéroport Charles-de-Gaulle 1 RER ⥋ Louvres RER | Aéroport Charles-de-Gaulle 1 RER ⥋ Louvres RER | Aéroport Charles-de-Gaulle 1 RER ⥋ Louvres RER |
| 2102  | Ouverture / Fermeture — / — | Longueur 25,55 km | Durée 50-55 min | Nb. d’arrêts 23 | Matériel — | Jours de fonctionnement L, Ma, Me, J, V, S | Jour / Soir / Nuit / Fêtes O / O / N / N | Voy. / an — | Centre-bus Dammartin-en-Goële |
| 2102  | Desserte : - Villes et lieux desservis : Tremblay-en-France, Le Mesnil-Amelot, Villeneuve-sous-Dammartin, Moussy-le-Vieux, Moussy-le-Neuf, Vémars, Villeron et Louvres - Gares desservies : Aéroport Charles-de-Gaulle 1 et Louvres | | | | | | | | |
| 2102  | Autre : - Zone traversée : 5 - Arrêts non accessibles aux UFR : — - Amplitudes horaires : La ligne fonctionne du lundi au vendredi de 4 h 5 à 1 h et le samedi de 6 h 35 à 23 h 30. - Date de dernière mise à jour : 28 août 2023. | | | | | | | | |
| 2102  | Dernière actualisation : — | | | | | | | | |
| 2103  | Dammartin - Juilly - Saint-Mard SNCF ⥋ Saint-Pathus — Les Frênes | Dammartin - Juilly - Saint-Mard SNCF ⥋ Saint-Pathus — Les Frênes                                                                                         | Dammartin - Juilly - Saint-Mard SNCF ⥋ Saint-Pathus — Les Frênes                                                                                         | Dammartin - Juilly - Saint-Mard SNCF ⥋ Saint-Pathus — Les Frênes                                                                                         | Dammartin - Juilly - Saint-Mard SNCF ⥋ Saint-Pathus — Les Frênes                                                                                         | Dammartin - Juilly - Saint-Mard SNCF ⥋ Saint-Pathus — Les Frênes                                                                                         | Dammartin - Juilly - Saint-Mard SNCF ⥋ Saint-Pathus — Les Frênes                                                                                         | Dammartin - Juilly - Saint-Mard SNCF ⥋ Saint-Pathus — Les Frênes                                                                                         | Dammartin - Juilly - Saint-Mard SNCF ⥋ Saint-Pathus — Les Frênes                                                                                         |
| 2103  | Ouverture / Fermeture — / — | Longueur — | Durée — | Nb. d’arrêts 27 (32) | Matériel — | Jours de fonctionnement L, Ma, Me, J, V, S | Jour / Soir / Nuit / Fêtes O / N / N / N | Voy. / an — | Centre-bus Dammartin-en-Goële |
| 2103  | Desserte : - Villes et lieux desservis : Dammartin-en-Goële, Longperrier, Saint-Mard, Marchémoret, Saint-Soupplets, Gesvres-le-Chapitre, Forfry, Oissery et Saint-Pathus - Gare desservie : Dammartin - Juilly - Saint-Mard | | | | | | | | |
| 2103  | Autre : - Zone traversée : 5 - Arrêts non accessibles aux UFR : — - Amplitudes horaires : La ligne fonctionne du lundi au vendredi de 4 h 45 à 21 h 30. - Particularités : La desserte de Forfry, Gesvres, Dammartin, Marchémoret et Longperier n'est assurée qu'à certains services. - Date de dernière mise à jour : 28 août 2023. | | | | | | | | |
| 2103  | Dernière actualisation : — | | | | | | | | |
| 2104  | Saint-Pathus — Les Frênes ⥋ Meaux SNCF | Saint-Pathus — Les Frênes ⥋ Meaux SNCF | Saint-Pathus — Les Frênes ⥋ Meaux SNCF | Saint-Pathus — Les Frênes ⥋ Meaux SNCF | Saint-Pathus — Les Frênes ⥋ Meaux SNCF | Saint-Pathus — Les Frênes ⥋ Meaux SNCF | Saint-Pathus — Les Frênes ⥋ Meaux SNCF | Saint-Pathus — Les Frênes ⥋ Meaux SNCF | Saint-Pathus — Les Frênes ⥋ Meaux SNCF |
| 2104  | Ouverture / Fermeture — / — | Longueur 32,45 km | Durée 10-70 min | Nb. d’arrêts 36 | Matériel — | Jours de fonctionnement L, Ma, Me, J, V, S | Jour / Soir / Nuit / Fêtes O / N / N / N | Voy. / an — | Centre-bus Dammartin-en-Goële |
| 2104  | Desserte : - Villes et lieux desservis : Le Plessis-Belleville, Lagny-le-Sec, Saint-Pathus, Oissery, Saint-Soupplets, Monthyon, Penchard, Crégy-lès-Meaux et Meaux - Gare desservie : Meaux | | | | | | | | |
| 2104  | Autre : - Zone traversée : 5 - Arrêts non accessibles aux UFR : — - Amplitudes horaires : La ligne fonctionne du lundi au vendredi de 5 h 50 à 20 h 30 et le samedi à partir de 7 h 5 (en période scolaire) / 7 h 15. - Particularités : L'arrêt ZI du Sauvoy est desservi du lundi au vendredi à certaines heures. - Date de dernière mise à jour : 28 mars 2015. | | | | | | | | |
| 2104  | Dernière actualisation : — | | | | | | | | |
| 2107  | Rouvres — Église ⥋ Dammartin - Juilly - Saint-Mard SNCF | Rouvres — Église ⥋ Dammartin - Juilly - Saint-Mard SNCF                                                                                                  | Rouvres — Église ⥋ Dammartin - Juilly - Saint-Mard SNCF                                                                                                  | Rouvres — Église ⥋ Dammartin - Juilly - Saint-Mard SNCF                                                                                                  | Rouvres — Église ⥋ Dammartin - Juilly - Saint-Mard SNCF                                                                                                  | Rouvres — Église ⥋ Dammartin - Juilly - Saint-Mard SNCF                                                                                                  | Rouvres — Église ⥋ Dammartin - Juilly - Saint-Mard SNCF                                                                                                  | Rouvres — Église ⥋ Dammartin - Juilly - Saint-Mard SNCF                                                                                                  | Rouvres — Église ⥋ Dammartin - Juilly - Saint-Mard SNCF                                                                                                  |
| 2107  | Ouverture / Fermeture — / — | Longueur 16,05 km | Durée 10-40 min | Nb. d’arrêts 22 | Matériel — | Jours de fonctionnement L, Ma, Me, J, V, S | Jour / Soir / Nuit / Fêtes O / N / N / N | Voy. / an — | Centre-bus Dammartin-en-Goële |
| 2107  | Desserte : - Villes et lieux desservis : Rouvres, Dammartin-en-Goële, Saint-Mard et Longperrier - Gare desservie : Dammartin - Juilly - Saint-Mard | | | | | | | | |
| 2107  | Autre : - Zone traversée : 5 - Arrêts non accessibles aux UFR : — - Amplitudes horaires : La ligne fonctionne : - en période scolaire du lundi au vendredi de 5 h 5 à 9 h 15 puis de 15 h 15 à 20 h 30 et le samedi de 8 h à 9 h 15 puis de 11 h 35 à 12 h 50 ; - du lundi au vendredi toute l'année de 5 h 5 à 8 h 15 puis de 15 h 15 à 20 h 30. - Particularités : Les services sont directs le matin en direction de Rouvres et le soir dans le sens inverse. Il existe des services du lundi au samedi entre Rouvres — Église et Lycée Charles-de-Gaulle aux heures d'entrée et de sortie de l'établissement. L'arrêt Collège Georges-Brassens est desservi du lundi au vendredi aux heures d'entrée et de sortie de l'établissement.. - Date de dernière mise à jour : 28 août 2023. | | | | | | | | |
| 2107  | Dernière actualisation : — | | | | | | | | |
| 2108  | Othis — Beaupré (Othis — Beaupré à certains services) ⥋ Dammartin - Juilly - Saint-Mard SNCF (Saint-Mard — Collège Georges Brassens à certains services) | Othis — Beaupré (Othis — Beaupré à certains services) ⥋ Dammartin - Juilly - Saint-Mard SNCF (Saint-Mard — Collège Georges Brassens à certains services) | Othis — Beaupré (Othis — Beaupré à certains services) ⥋ Dammartin - Juilly - Saint-Mard SNCF (Saint-Mard — Collège Georges Brassens à certains services) | Othis — Beaupré (Othis — Beaupré à certains services) ⥋ Dammartin - Juilly - Saint-Mard SNCF (Saint-Mard — Collège Georges Brassens à certains services) | Othis — Beaupré (Othis — Beaupré à certains services) ⥋ Dammartin - Juilly - Saint-Mard SNCF (Saint-Mard — Collège Georges Brassens à certains services) | Othis — Beaupré (Othis — Beaupré à certains services) ⥋ Dammartin - Juilly - Saint-Mard SNCF (Saint-Mard — Collège Georges Brassens à certains services) | Othis — Beaupré (Othis — Beaupré à certains services) ⥋ Dammartin - Juilly - Saint-Mard SNCF (Saint-Mard — Collège Georges Brassens à certains services) | Othis — Beaupré (Othis — Beaupré à certains services) ⥋ Dammartin - Juilly - Saint-Mard SNCF (Saint-Mard — Collège Georges Brassens à certains services) | Othis — Beaupré (Othis — Beaupré à certains services) ⥋ Dammartin - Juilly - Saint-Mard SNCF (Saint-Mard — Collège Georges Brassens à certains services) |
| 2108  | Ouverture / Fermeture — / — | Longueur — | Durée 22 (28) min | Nb. d’arrêts 8 (11) | Matériel — | Jours de fonctionnement L, Ma, Me, J, V, S | Jour / Soir / Nuit / Fêtes O / N / N / N | Voy. / an — | Centre-bus Dammartin-en-Goële |
| 2108  | Desserte : - Villes et lieux desservis : Othis, Dammartin-en-Goële et Saint-Mard - Gare desservie : Dammartin - Juilly - Saint-Mard | | | | | | | | |
| 2108  | Autre : - Zone traversée : 5 - Arrêts non accessibles aux UFR : - Amplitudes horaires : La ligne fonctionne du lundi au vendredi de 5 h 25 à 9 h 25 puis de 12 h 45 à 13 h 10 uniquement le mercredi en période scolaire, et enfin de 15 h à 22 h 30. Le samedi, un aller-retour est effectué en période scolaire. - Particularités : Certains services desservent les arrêts Saint-Laurent, Pierre-Augustin Caron et Collège Georges Brassens. - Date de dernière mise à jour : 28 août 2023. | | | | | | | | |
| 2108  | Dernière actualisation : — | | | | | | | | |
| 2109  | Dammartin-en-Goële — Centre médical ⥋ Dammartin - Juilly - Saint-Mard SNCF | Dammartin-en-Goële — Centre médical ⥋ Dammartin - Juilly - Saint-Mard SNCF                                                                               | Dammartin-en-Goële — Centre médical ⥋ Dammartin - Juilly - Saint-Mard SNCF                                                                               | Dammartin-en-Goële — Centre médical ⥋ Dammartin - Juilly - Saint-Mard SNCF                                                                               | Dammartin-en-Goële — Centre médical ⥋ Dammartin - Juilly - Saint-Mard SNCF                                                                               | Dammartin-en-Goële — Centre médical ⥋ Dammartin - Juilly - Saint-Mard SNCF                                                                               | Dammartin-en-Goële — Centre médical ⥋ Dammartin - Juilly - Saint-Mard SNCF                                                                               | Dammartin-en-Goële — Centre médical ⥋ Dammartin - Juilly - Saint-Mard SNCF                                                                               | Dammartin-en-Goële — Centre médical ⥋ Dammartin - Juilly - Saint-Mard SNCF                                                                               |
| 2109  | Ouverture / Fermeture — / — | Longueur — | Durée 35 (37) min | Nb. d’arrêts 33 (34) | Matériel — | Jours de fonctionnement L, Ma, Me, J, V, S | Jour / Soir / Nuit / Fêtes O / O / N / N | Voy. / an — | Centre-bus Dammartin-en-Goële |
| 2109  | Desserte : - Villes et lieux desservis : Longperrier, Dammartin-en-Goële et Saint-Mard - Gare desservie : Dammartin - Juilly - Saint-Mard | | | | | | | | |
| 2109  | Autre : - Zone traversée : 5 - Arrêts non accessibles aux UFR : — - Amplitudes horaires : La ligne fonctionne en période scolaire du lundi au vendredi de 4 h 45 à 21 h 5 et le samedi, un aller-retour est effectué. - Particularités : La ligne est prolongée jusqu'à Collège Georges-Brassens en période scolaire aux heures d'entrée et de sortie de l'établissement. - Date de dernière mise à jour : 28 août 2023. | | | | | | | | |
| 2109  | Dernière actualisation : — | | | | | | | | |

### Lignes 2110 à 2119
| Ligne | Caractéristiques | Caractéristiques                                                                                             | Caractéristiques                                                                                             | Caractéristiques                                                                                             | Caractéristiques                                                                                             | Caractéristiques                                                                                             | Caractéristiques                                                                                             | Caractéristiques                                                                                             | Caractéristiques                                                                                             |
| 2110  | Juilly — Rue Barre / Le Plessis-l'Évêque —Église (à certaines heures) ⥋ Dammartin - Juilly - Saint-Mard SNCF | Juilly — Rue Barre / Le Plessis-l'Évêque —Église (à certaines heures) ⥋ Dammartin - Juilly - Saint-Mard SNCF | Juilly — Rue Barre / Le Plessis-l'Évêque —Église (à certaines heures) ⥋ Dammartin - Juilly - Saint-Mard SNCF | Juilly — Rue Barre / Le Plessis-l'Évêque —Église (à certaines heures) ⥋ Dammartin - Juilly - Saint-Mard SNCF | Juilly — Rue Barre / Le Plessis-l'Évêque —Église (à certaines heures) ⥋ Dammartin - Juilly - Saint-Mard SNCF | Juilly — Rue Barre / Le Plessis-l'Évêque —Église (à certaines heures) ⥋ Dammartin - Juilly - Saint-Mard SNCF | Juilly — Rue Barre / Le Plessis-l'Évêque —Église (à certaines heures) ⥋ Dammartin - Juilly - Saint-Mard SNCF | Juilly — Rue Barre / Le Plessis-l'Évêque —Église (à certaines heures) ⥋ Dammartin - Juilly - Saint-Mard SNCF | Juilly — Rue Barre / Le Plessis-l'Évêque —Église (à certaines heures) ⥋ Dammartin - Juilly - Saint-Mard SNCF |
| ----- | --- | --- | --- | --- | --- | --- | --- | --- | --- |
| 2110  | Ouverture / Fermeture — / — | Longueur 17,35 km                                                                                            | Durée 5-40 min                                                                                               | Nb. d’arrêts 16                                                                                              | Matériel —                                                                                                   | Jours de fonctionnement L, Ma, Me, J, V, S                                                                   | Jour / Soir / Nuit / Fêtes O / N / N / N                                                                     | Voy. / an —                                                                                                  | Centre-bus Dammartin-en-Goële                                                                                |
| 2110  | Desserte : - Villes et lieux desservis : Longperrier, Saint-Mard, Juilly, Vinantes, Montgé-en-Goële, Cuisy et Le Plessis-l'Évêque - Gare desservie : Dammartin - Juilly - Saint-Mard | | | | | | | | |
| 2110  | Autre : - Zone traversée : 5 - Arrêts non accessibles aux UFR : — - Amplitudes horaires : La ligne fonctionne du lundi au vendredi de 5 h 45 à 20 h 30 et le samedi en période scolaire de 7 h 40 à 9 h 15 puis de 11 h 35 à 13 h 15. - Date de dernière mise à jour : 26 juillet 2023. | | | | | | | | |
| 2110  | Dernière actualisation : — | | | | | | | | |
| 2111  | Dammartin-en-Goële — Croisement ⥋ Meaux SNCF | Dammartin-en-Goële — Croisement ⥋ Meaux SNCF                                                                 | Dammartin-en-Goële — Croisement ⥋ Meaux SNCF                                                                 | Dammartin-en-Goële — Croisement ⥋ Meaux SNCF                                                                 | Dammartin-en-Goële — Croisement ⥋ Meaux SNCF                                                                 | Dammartin-en-Goële — Croisement ⥋ Meaux SNCF                                                                 | Dammartin-en-Goële — Croisement ⥋ Meaux SNCF                                                                 | Dammartin-en-Goële — Croisement ⥋ Meaux SNCF                                                                 | Dammartin-en-Goële — Croisement ⥋ Meaux SNCF                                                                 |
| 2111  | Ouverture / Fermeture — / — | Longueur 70,05 km                                                                                            | Durée 45-105 min                                                                                             | Nb. d’arrêts 62                                                                                              | Matériel —                                                                                                   | Jours de fonctionnement L, Ma, Me, J, V, S                                                                   | Jour / Soir / Nuit / Fêtes O / N / N / N                                                                     | Voy. / an —                                                                                                  | Centre-bus Dammartin-en-Goële                                                                                |
| 2111  | Desserte : - Villes et lieux desservis : Moussy-le-Neuf, Moussy-le-Vieux, Villeneuve-sous-Dammartin, Longperrier, Othis, Dammartin-en-Goële, Saint-Mard, Juilly, Vinantes, Montgé-en-Goële, Cuisy, Le Plessis-l'Évêque, Le Plessis-aux-Bois, Iverny, Monthyon, Penchard, Crégy-lès-Meaux et Meaux - Gares desservies : Dammartin - Juilly - Saint-Mard et Meaux | | | | | | | | |
| 2111  | Autre : - Zone traversée : 5 - Arrêts non accessibles aux UFR : — - Amplitudes horaires : La ligne fonctionne du lundi au vendredi de 6 h 45 à 10 h 15 puis de 12 h 15 à 19 h 30 et le samedi en période scolaire de 6 h 50 à 8 h 10 puis de 12 h 45 à 14 h 5. - Date de dernière mise à jour : 28 mars 2015. | | | | | | | | |
| 2111  | Dernière actualisation : — | | | | | | | | |
| 2113  | Mitry - Claye RER ⥋ Compans — Saint-Exupéry | Mitry - Claye RER ⥋ Compans — Saint-Exupéry                                                                  | Mitry - Claye RER ⥋ Compans — Saint-Exupéry                                                                  | Mitry - Claye RER ⥋ Compans — Saint-Exupéry                                                                  | Mitry - Claye RER ⥋ Compans — Saint-Exupéry                                                                  | Mitry - Claye RER ⥋ Compans — Saint-Exupéry                                                                  | Mitry - Claye RER ⥋ Compans — Saint-Exupéry                                                                  | Mitry - Claye RER ⥋ Compans — Saint-Exupéry                                                                  | Mitry - Claye RER ⥋ Compans — Saint-Exupéry                                                                  |
| 2113  | Ouverture / Fermeture — / — | Longueur 6,25 km                                                                                             | Durée 15-20 min                                                                                              | Nb. d’arrêts 17                                                                                              | Matériel Citelis 12 Agora S                                                                                  | Jours de fonctionnement L, Ma, Me, J, V                                                                      | Jour / Soir / Nuit / Fêtes O / N / N / N                                                                     | Voy. / an —                                                                                                  | Centre-bus Tremblay-en-France                                                                                |
| 2113  | Desserte : - Villes et lieux desservis : Mitry-Mory et Compans - Gare desservie : Mitry - Claye | | | | | | | | |
| 2113  | Autre : - Zone traversée : 5 - Arrêts non accessibles aux UFR : — - Amplitudes horaires : La ligne fonctionne du lundi au vendredi de 6 h 10 à 19 h 55. - Date de dernière mise à jour : 26 juillet 2023. | | | | | | | | |
| 2113  | Dernière actualisation : — | | | | | | | | |
| 2116  | Villeparisis - Mitry-le-Neuf RER ⥋ Mitry - Claye RER / Compans — Maison des Associations | Villeparisis - Mitry-le-Neuf RER ⥋ Mitry - Claye RER / Compans — Maison des Associations                     | Villeparisis - Mitry-le-Neuf RER ⥋ Mitry - Claye RER / Compans — Maison des Associations                     | Villeparisis - Mitry-le-Neuf RER ⥋ Mitry - Claye RER / Compans — Maison des Associations                     | Villeparisis - Mitry-le-Neuf RER ⥋ Mitry - Claye RER / Compans — Maison des Associations                     | Villeparisis - Mitry-le-Neuf RER ⥋ Mitry - Claye RER / Compans — Maison des Associations                     | Villeparisis - Mitry-le-Neuf RER ⥋ Mitry - Claye RER / Compans — Maison des Associations                     | Villeparisis - Mitry-le-Neuf RER ⥋ Mitry - Claye RER / Compans — Maison des Associations                     | Villeparisis - Mitry-le-Neuf RER ⥋ Mitry - Claye RER / Compans — Maison des Associations                     |
| 2116  | Ouverture / Fermeture — / — | Longueur 25,80 km                                                                                            | Durée 15-50 min                                                                                              | Nb. d’arrêts 42                                                                                              | Matériel Citelis 12 Agora S                                                                                  | Jours de fonctionnement L, Ma, Me, J, V, S, D                                                                | Jour / Soir / Nuit / Fêtes O / O / N / O                                                                     | Voy. / an —                                                                                                  | Centre-bus Tremblay-en-France                                                                                |
| 2116  | Desserte : - Villes et lieux desservis : Mitry-Mory, Compans, Le Mesnil-Amelot et Tremblay-en-France - Gares desservies : Villeparisis - Mitry-le-Neuf, Mitry - Claye et Compans | | | | | | | | |
| 2116  | Autre : - Zone traversée : 5 - Arrêts non accessibles aux UFR : — - Amplitudes horaires : La ligne fonctionne du lundi au vendredi de 5 h 35 à 22 h 40, le samedi à partir de 6 h et les dimanches et fêtes de 7 h 10 à 21 h 15. - Particularités : La ligne est prolongée de Mitry-Claye RER à Maisons des Associations tous les jours aux heures de pointe. Du lundi au vendredi à certaines heures, elle ne dessert pas le terminus Maisons des Associations et est prolongée à l'arrêt Ecole Jean de La Fontaine depuis l'arrêt Complans - Mairie aux principales heures d'entrée et de sortie des élèves de l'école. Les arrêts entre Picasso et Pont et les arrêts entre Petit Vivier et Nottelet - Môquet sont desservis du lundi au vendredi aux heures creuses et le week-end toute la journée. - Date de dernière mise à jour : 17 janvier 2016. | | | | | | | | |
| 2116  | Dernière actualisation : — | | | | | | | | |
| 2117  | (Circulaire) Villeparisis — Marché ⥋ via Villeparisis | (Circulaire) Villeparisis — Marché ⥋ via Villeparisis                                                        | (Circulaire) Villeparisis — Marché ⥋ via Villeparisis                                                        | (Circulaire) Villeparisis — Marché ⥋ via Villeparisis                                                        | (Circulaire) Villeparisis — Marché ⥋ via Villeparisis                                                        | (Circulaire) Villeparisis — Marché ⥋ via Villeparisis                                                        | (Circulaire) Villeparisis — Marché ⥋ via Villeparisis                                                        | (Circulaire) Villeparisis — Marché ⥋ via Villeparisis                                                        | (Circulaire) Villeparisis — Marché ⥋ via Villeparisis                                                        |
| 2117  | Ouverture / Fermeture — / — | Longueur 4,40 km                                                                                             | Durée 15 min                                                                                                 | Nb. d’arrêts 13                                                                                              | Matériel —                                                                                                   | Jours de fonctionnement L, Ma, Me, J, V, S, D                                                                | Jour / Soir / Nuit / Fêtes O / N / N / O                                                                     | Voy. / an —                                                                                                  | Centre-bus Tremblay-en-France                                                                                |
| 2117  | Desserte : - Ville et lieux desservis : Villeparisis - Gare desservie : Villeparisis - Mitry-le-Neuf | | | | | | | | |
| 2117  | Autre : - Zone traversée : 5 - Arrêts non accessibles aux UFR : — - Amplitudes horaires : La ligne fonctionne du lundi au vendredi de 5 h 10 à 22 h 50, le samedi de 6 h à 20 h 55 et les dimanches et fêtes de 7 h 10 à 14 h 10. - Date de dernière mise à jour : 28 mars 2015. | | | | | | | | |
| 2117  | Dernière actualisation : — | | | | | | | | |
| 2118  | Villeparisis — Marché ⥋ Villeparisis — Collège G. Philippe | Villeparisis — Marché ⥋ Villeparisis — Collège G. Philippe                                                   | Villeparisis — Marché ⥋ Villeparisis — Collège G. Philippe                                                   | Villeparisis — Marché ⥋ Villeparisis — Collège G. Philippe                                                   | Villeparisis — Marché ⥋ Villeparisis — Collège G. Philippe                                                   | Villeparisis — Marché ⥋ Villeparisis — Collège G. Philippe                                                   | Villeparisis — Marché ⥋ Villeparisis — Collège G. Philippe                                                   | Villeparisis — Marché ⥋ Villeparisis — Collège G. Philippe                                                   | Villeparisis — Marché ⥋ Villeparisis — Collège G. Philippe                                                   |
| 2118  | Ouverture / Fermeture — / — | Longueur 7,35 km                                                                                             | Durée 10-20 min                                                                                              | Nb. d’arrêts 18                                                                                              | Matériel Citelis 12                                                                                          | Jours de fonctionnement L, Ma, Me, J, V, S, D                                                                | Jour / Soir / Nuit / Fêtes O / N / N / O                                                                     | Voy. / an —                                                                                                  | Centre-bus Tremblay-en-France                                                                                |
| 2118  | Desserte : - Ville et lieux desservis : Villeparisis - Gare desservie : Villeparisis - Mitry-le-Neuf | | | | | | | | |
| 2118  | Autre : - Zone traversée : 5 - Arrêts non accessibles aux UFR : — - Amplitudes horaires : La ligne fonctionne du lundi au vendredi de 6 h 5 à 22 h 40, le samedi de 6 h à 20 h 40 et les dimanches et fêtes de 7 h 25 à 13 h 10. - Date de dernière mise à jour : 3 avril 2015. | | | | | | | | |
| 2118  | Dernière actualisation : — | | | | | | | | |
| 2119  | Le Pin — Clos Marchais ⥋ Villeparisis — Marché | Le Pin — Clos Marchais ⥋ Villeparisis — Marché                                                               | Le Pin — Clos Marchais ⥋ Villeparisis — Marché                                                               | Le Pin — Clos Marchais ⥋ Villeparisis — Marché                                                               | Le Pin — Clos Marchais ⥋ Villeparisis — Marché                                                               | Le Pin — Clos Marchais ⥋ Villeparisis — Marché                                                               | Le Pin — Clos Marchais ⥋ Villeparisis — Marché                                                               | Le Pin — Clos Marchais ⥋ Villeparisis — Marché                                                               | Le Pin — Clos Marchais ⥋ Villeparisis — Marché                                                               |
| 2119  | Ouverture / Fermeture — / — | Longueur 12,60 km                                                                                            | Durée 20-30 min                                                                                              | Nb. d’arrêts 22                                                                                              | Matériel Agora S                                                                                             | Jours de fonctionnement L, Ma, Me, J, V                                                                      | Jour / Soir / Nuit / Fêtes O / N / N / N                                                                     | Voy. / an —                                                                                                  | Centre-bus Tremblay-en-France                                                                                |
| 2119  | Desserte : - Villes et lieux desservis : Le Pin, Villevaudé, Villeparisis - Gare desservie : Villeparisis - Mitry-le-Neuf | | | | | | | | |
| 2119  | Autre : - Zone traversée : 5 - Arrêts non accessibles aux UFR : — - Amplitudes horaires : La ligne fonctionne : - du lundi au vendredi en période scolaire de 6 h 5 à 9 h 15 puis de 15 h 40 à 19 h 10 ; - du lundi au vendredi en période de petites vacances scolaire de 6 h 40 à 9 h 15 puis de 16 h 40 à 19 h 10. - Particularités : Les arrêts entre Mairie annexe et Chrysanthèmes sont desservis le matin en direction de Villeparisis et le soir dans le sens inverse. - Date de dernière mise à jour : 3 avril 2015. | | | | | | | | |
| 2119  | Dernière actualisation : — | | | | | | | | |

### Lignes 2120 à 2129
| Ligne | Caractéristiques | Caractéristiques                                                                                           | Caractéristiques                                                                                           | Caractéristiques                                                                                           | Caractéristiques                                                                                           | Caractéristiques                                                                                           | Caractéristiques                                                                                           | Caractéristiques                                                                                           | Caractéristiques                                                                                           |
| 2120  | Gare de Mitry - Claye ⥋ Claye — Cimetière | Gare de Mitry - Claye ⥋ Claye — Cimetière                                                                  | Gare de Mitry - Claye ⥋ Claye — Cimetière                                                                  | Gare de Mitry - Claye ⥋ Claye — Cimetière                                                                  | Gare de Mitry - Claye ⥋ Claye — Cimetière                                                                  | Gare de Mitry - Claye ⥋ Claye — Cimetière                                                                  | Gare de Mitry - Claye ⥋ Claye — Cimetière                                                                  | Gare de Mitry - Claye ⥋ Claye — Cimetière                                                                  | Gare de Mitry - Claye ⥋ Claye — Cimetière                                                                  |
| ----- | --- | --- | --- | --- | --- | --- | --- | --- | --- |
| 2120  | Ouverture / Fermeture — / — | Longueur —                                                                                                 | Durée 27-50 min                                                                                            | Nb. d’arrêts 15                                                                                            | Matériel GX 327 Citaro C2                                                                                  | Jours de fonctionnement L, Ma, Me, J, V, S, D                                                              | Jour / Soir / Nuit / Fêtes O / N / N / O                                                                   | Voy. / an —                                                                                                | Dépôt Charny                                                                                               |
| 2120  | Desserte : - Ville et lieux desservis : Mitry-Mory (Établissements scolaires) et Claye-Souilly (Z.I. de Souilly, Centre commercial, Mairie, Église, Cimetière) - Gare desservie : Mitry - Claye | | | | | | | | |
| 2120  | Autre : - Zone traversée : 5 - Arrêts non accessibles aux UFR : — - Amplitudes horaires : La ligne est en service du lundi au vendredi de 5 h 30 à 22 h 50, le samedi de 5 h 55 à 22 h 20 et les dimanches et fêtes à partir de 6 h 30. En semaine un arrêt supplémentairement Collège Langevin/Lycée Balzac est effectué en direction de Claye-Souilly Cimetière les lundi, mardi, jeudi et vendredi à 16 h 28 et 17 h 27 et le mercredi à 12 h 28 et 13 h 13. - Date de dernière mise à jour : 14 mai 2022. | | | | | | | | |
| 2120  | Dernière actualisation : — | | | | | | | | |
| 2121  | Villeparisis — Place Jacques Chirac - Gare ⥋ Claye-Souilly — Shopping Promenade | Villeparisis — Place Jacques Chirac - Gare ⥋ Claye-Souilly — Shopping Promenade                            | Villeparisis — Place Jacques Chirac - Gare ⥋ Claye-Souilly — Shopping Promenade                            | Villeparisis — Place Jacques Chirac - Gare ⥋ Claye-Souilly — Shopping Promenade                            | Villeparisis — Place Jacques Chirac - Gare ⥋ Claye-Souilly — Shopping Promenade                            | Villeparisis — Place Jacques Chirac - Gare ⥋ Claye-Souilly — Shopping Promenade                            | Villeparisis — Place Jacques Chirac - Gare ⥋ Claye-Souilly — Shopping Promenade                            | Villeparisis — Place Jacques Chirac - Gare ⥋ Claye-Souilly — Shopping Promenade                            | Villeparisis — Place Jacques Chirac - Gare ⥋ Claye-Souilly — Shopping Promenade                            |
| 2121  | Ouverture / Fermeture — / — | Longueur —                                                                                                 | Durée — | Nb. d’arrêts 13 (14)                                                                                       | Matériel Citaro C1 Facelift Citelis 12                                                                     | Jours de fonctionnement L, Ma, Me, J, V, S, D                                                              | Jour / Soir / Nuit / Fêtes O / O / N / O                                                                   | Voy. / an —                                                                                                | Centre-bus Tremblay-en-France                                                                              |
| 2121  | Desserte : - Villes et lieux desservis : Villeparisis et Claye-Souilly - Gare desservie : Villeparisis - Mitry-le-Neuf | | | | | | | | |
| 2121  | Autre : - Zone traversée : 5 - Arrêts non accessibles aux UFR : — - Amplitudes horaires : La ligne fonctionne du lundi au vendredi de 6 h à 23 h 55, le samedi de 6 h 40 à 21 h et les dimanches et fêtes de 9 h 5 à 21 h 35. - Particularités : Le cimetière de Villeparisis n'est desservi qu'entre 10 h et 16 h. - Date de dernière mise à jour : 28 août 2023. | | | | | | | | |
| 2121  | Dernière actualisation : — | | | | | | | | |
| 2122  | Longperrier - Lycée Charles de Gaulle ⥋ Vaujours - Fénelon | Longperrier - Lycée Charles de Gaulle ⥋ Vaujours - Fénelon                                                 | Longperrier - Lycée Charles de Gaulle ⥋ Vaujours - Fénelon                                                 | Longperrier - Lycée Charles de Gaulle ⥋ Vaujours - Fénelon                                                 | Longperrier - Lycée Charles de Gaulle ⥋ Vaujours - Fénelon                                                 | Longperrier - Lycée Charles de Gaulle ⥋ Vaujours - Fénelon                                                 | Longperrier - Lycée Charles de Gaulle ⥋ Vaujours - Fénelon                                                 | Longperrier - Lycée Charles de Gaulle ⥋ Vaujours - Fénelon                                                 | Longperrier - Lycée Charles de Gaulle ⥋ Vaujours - Fénelon                                                 |
| 2122  | Ouverture / Fermeture — / — | Longueur —                                                                                                 | Durée 15-55 min                                                                                            | Nb. d’arrêts 44                                                                                            | Matériel —                                                                                                 | Jours de fonctionnement L, Ma, Me, J, V, S                                                                 | Jour / Soir / Nuit / Fêtes O / N / N / N                                                                   | Voy. / an —                                                                                                | Centre-bus Tremblay-en-France                                                                              |
| 2122  | Desserte : - Villes et lieux desservis : Longperrier, Saint-Mard, Juilly, Thieux, Compans, Mitry-Mory, Villeparisis et Vaujours - Gares desservies : Dammartin - Juilly - Saint-Mard, Mitry - Claye et Villeparisis - Mitry-le-Neuf | | | | | | | | |
| 2122  | Autre : - Zone traversée : 4 et 5 - Arrêts non accessibles aux UFR : — - Amplitudes horaires : La ligne fonctionne : - en période scolaire, du lundi au vendredi de 7 h 25 à 9 h 25, puis de 12 h 35 à 14 h 10, et de 16 h 15 à 19 h 10 ; - le samedi à raison d'un aller le matin et d'un retour le midi ; - et toute l'année du lundi au vendredi de 7 h 25 à 9 h 25. - Date de dernière mise à jour : 22 décembre 2022. | | | | | | | | |
| 2122  | Dernière actualisation : — | | | | | | | | |
| 2123  | Aéroport Charles-de-Gaulle 1 RER ⥋ Villeparisis — Collège Gérard-Philipe | Aéroport Charles-de-Gaulle 1 RER ⥋ Villeparisis — Collège Gérard-Philipe                                   | Aéroport Charles-de-Gaulle 1 RER ⥋ Villeparisis — Collège Gérard-Philipe                                   | Aéroport Charles-de-Gaulle 1 RER ⥋ Villeparisis — Collège Gérard-Philipe                                   | Aéroport Charles-de-Gaulle 1 RER ⥋ Villeparisis — Collège Gérard-Philipe                                   | Aéroport Charles-de-Gaulle 1 RER ⥋ Villeparisis — Collège Gérard-Philipe                                   | Aéroport Charles-de-Gaulle 1 RER ⥋ Villeparisis — Collège Gérard-Philipe                                   | Aéroport Charles-de-Gaulle 1 RER ⥋ Villeparisis — Collège Gérard-Philipe                                   | Aéroport Charles-de-Gaulle 1 RER ⥋ Villeparisis — Collège Gérard-Philipe                                   |
| 2123  | Ouverture / Fermeture — / — | Longueur 19,90 km                                                                                          | Durée 55 min                                                                                               | Nb. d’arrêts 45                                                                                            | Matériel —                                                                                                 | Jours de fonctionnement L, Ma, Me, J, V, S, D                                                              | Jour / Soir / Nuit / Fêtes O / N / N / O                                                                   | Voy. / an —                                                                                                | Centre-bus Tremblay-en-France                                                                              |
| 2123  | Desserte : - Villes et lieux desservis : Tremblay-en-France, Mitry-Mory et Villeparisis - Gares desservies : Aéroport Charles-de-Gaulle 1 et Villeparisis - Mitry-le-Neuf | | | | | | | | |
| 2123  | Autre : - Zone traversée : 5 - Arrêts non accessibles aux UFR : — - Amplitudes horaires : La ligne fonctionne du lundi au vendredi de 6 h 30 à 21 h 45 et le week-end à partir de 8 h. - Particularités : Le service à la demande Filéo reprend l'itinéraire de la ligne tous les jours sans interruption pour rejoindre la zone aéroportuaire pendant les heures où la ligne 23 ne fonctionne pas. - Date de dernière mise à jour : 13 décembre 2022. | | | | | | | | |
| 2123  | Dernière actualisation : — | | | | | | | | |
| 2124  | Aéroport Charles-de-Gaulle 1 RER ⥋ Compans — Maisons des Associations | Aéroport Charles-de-Gaulle 1 RER ⥋ Compans — Maisons des Associations                                      | Aéroport Charles-de-Gaulle 1 RER ⥋ Compans — Maisons des Associations                                      | Aéroport Charles-de-Gaulle 1 RER ⥋ Compans — Maisons des Associations                                      | Aéroport Charles-de-Gaulle 1 RER ⥋ Compans — Maisons des Associations                                      | Aéroport Charles-de-Gaulle 1 RER ⥋ Compans — Maisons des Associations                                      | Aéroport Charles-de-Gaulle 1 RER ⥋ Compans — Maisons des Associations                                      | Aéroport Charles-de-Gaulle 1 RER ⥋ Compans — Maisons des Associations                                      | Aéroport Charles-de-Gaulle 1 RER ⥋ Compans — Maisons des Associations                                      |
| 2124  | Ouverture / Fermeture 1er septembre 2015 / — | Longueur —                                                                                                 | Durée 55 min                                                                                               | Nb. d’arrêts 33                                                                                            | Matériel Citaro C2                                                                                         | Jours de fonctionnement L, Ma, Me, J, V, S, D                                                              | Jour / Soir / Nuit / Fêtes O / N / N / O                                                                   | Voy. / an —                                                                                                | Centre-bus Tremblay-en-France                                                                              |
| 2124  | Desserte : - Ville et lieux desservis : Tremblay-en-France, Mitry-Mory et Compans - Gare desservie : Aéroport Charles-de-Gaulle 1, Mitry - Claye et Compans | | | | | | | | |
| 2124  | Autre : - Zone traversée : 5 - Arrêts non accessibles aux UFR : — - Amplitudes horaires : La ligne fonctionne du lundi au vendredi de 6 h 30 à 20 h 50 environ, le samedi de 7 h 30 à 20 h 45 et les dimanches et fêtes jusqu'à 20 h 25. - Particularités : Le service à la demande Filéo reprend l'itinéraire de la ligne tous les jours sans interruption pour rejoindre la zone aéroportuaire pendant les heures où la ligne 24 ne fonctionne pas. - Date de dernière mise à jour : 13 décembre 2022. | | | | | | | | |
| 2124  | Dernière actualisation : — | | | | | | | | |
| 2127  | (Circulaire) Villeparisis - Mitry-le-Neuf RER ⥋ via Mitry-Mory — La Villette-aux-Aulnes ou Parc des Douves | (Circulaire) Villeparisis - Mitry-le-Neuf RER ⥋ via Mitry-Mory — La Villette-aux-Aulnes ou Parc des Douves | (Circulaire) Villeparisis - Mitry-le-Neuf RER ⥋ via Mitry-Mory — La Villette-aux-Aulnes ou Parc des Douves | (Circulaire) Villeparisis - Mitry-le-Neuf RER ⥋ via Mitry-Mory — La Villette-aux-Aulnes ou Parc des Douves | (Circulaire) Villeparisis - Mitry-le-Neuf RER ⥋ via Mitry-Mory — La Villette-aux-Aulnes ou Parc des Douves | (Circulaire) Villeparisis - Mitry-le-Neuf RER ⥋ via Mitry-Mory — La Villette-aux-Aulnes ou Parc des Douves | (Circulaire) Villeparisis - Mitry-le-Neuf RER ⥋ via Mitry-Mory — La Villette-aux-Aulnes ou Parc des Douves | (Circulaire) Villeparisis - Mitry-le-Neuf RER ⥋ via Mitry-Mory — La Villette-aux-Aulnes ou Parc des Douves | (Circulaire) Villeparisis - Mitry-le-Neuf RER ⥋ via Mitry-Mory — La Villette-aux-Aulnes ou Parc des Douves |
| 2127  | Ouverture / Fermeture — / — | Longueur 9 km                                                                                              | Durée 15-35 min                                                                                            | Nb. d’arrêts 21                                                                                            | Matériel Citaro C2                                                                                         | Jours de fonctionnement L, Ma, Me, J, V, S, D                                                              | Jour / Soir / Nuit / Fêtes O / O / N / N                                                                   | Voy. / an —                                                                                                | Centre-bus Tremblay-en-France                                                                              |
| 2127  | Desserte : - Villes et lieux desservis : Mitry-Mory - Gare desservie : Villeparisis - Mitry-le-Neuf | | | | | | | | |
| 2127  | Autre : - Zones traversées : 5 - Arrêts non accessibles aux UFR : — - Amplitudes horaires : La ligne fonctionne du lundi au vendredi de 6 h 0 à 22 h 35, le samedi de 8 h 30 à 20 h 30 environ et le dimanche de 8 h 30 à 18 h 40 environ. - Particularités : Les arrêts entre Galilée et La Villette Aux Aulnes sont desservis du lundi au vendredi aux heures de pointe. - Date de dernière mise à jour : 12 mai 2022. | | | | | | | | |
| 2127  | Dernière actualisation : — | | | | | | | | |
| 2128  | Gare de Bondy ⥋ Mairie de Claye-Souilly (arrivée) ou Église de Claye-Souilly (départ) | Gare de Bondy ⥋ Mairie de Claye-Souilly (arrivée) ou Église de Claye-Souilly (départ)                      | Gare de Bondy ⥋ Mairie de Claye-Souilly (arrivée) ou Église de Claye-Souilly (départ)                      | Gare de Bondy ⥋ Mairie de Claye-Souilly (arrivée) ou Église de Claye-Souilly (départ)                      | Gare de Bondy ⥋ Mairie de Claye-Souilly (arrivée) ou Église de Claye-Souilly (départ)                      | Gare de Bondy ⥋ Mairie de Claye-Souilly (arrivée) ou Église de Claye-Souilly (départ)                      | Gare de Bondy ⥋ Mairie de Claye-Souilly (arrivée) ou Église de Claye-Souilly (départ)                      | Gare de Bondy ⥋ Mairie de Claye-Souilly (arrivée) ou Église de Claye-Souilly (départ)                      | Gare de Bondy ⥋ Mairie de Claye-Souilly (arrivée) ou Église de Claye-Souilly (départ)                      |
| 2128  | Ouverture / Fermeture — / — | Longueur —                                                                                                 | Durée 59-69 min                                                                                            | Nb. d’arrêts 39                                                                                            | Matériel Citaro Citaro Facelift GX 327 Citaro C2                                                           | Jours de fonctionnement L, Ma, Me, J, V, S                                                                 | Jour / Soir / Nuit / Fêtes O / N / N / N                                                                   | Voy. / an —                                                                                                | Dépôt Charny                                                                                               |
| 2128  | Desserte : - Ville et lieux desservis : Bondy (église Saint-Louis, maison diocésaine Guy-Deroubaix, bibliothèque Denis-Diderot, église Saint-Pierre, hôtel de ville, hôpital Jean-Verdier, piscine Michel Beaufort), Les Pavillons-sous-Bois (église Notre-Dame de Lourdes), Livry-Gargan (commissariat, château de la Forêt, parc Lefèvre, centre nautique Roger-Lebas, hôtel de ville, parc de la Mairie, parc des sports Alfred-Marcel-Vincent, zones d'activités, mosquée, parc de la Poudrerie), Vaujours (collège Henri IV, parc Alexandre Boucher, complexe sportif Roger Grosmaire, stade Jules Ferry, établissement scolaire Fénelon, Placoplâtre, déchetterie), Villeparisis (parc Honoré-de-Balzac, église Saint-Martin de Villeparisis, mairie, gymnase Aubertin, collège Gérard-Philipe) et Claye-Souilly (zone d'activité commerciale « Shopping Promenade », centre commercial, lycée professionnel Le Champ de Claye, gymnase Henri-Loison, stade Clément-Petit, piscine intercommunale, gymnase des Tilleuls, collège Les Tilleuls, mairie, collège Parc des Tourelles, gymnase des Tourelles, église Saint-Étienne). - Gare et station desservie : Bondy, Gargan (par la voie publique) | | | | | | | | |
| 2128  | Autre : - Zones traversées : 3 à 5 - Arrêts non accessibles aux UFR : Place Carnot, Gallieni - Hôpital Jean Verdier, Pasteur - Hôpital Jean Verdier, entre La Fourche et Chanzy, Mairie de Livry-Gargan, Place de la Libération (vers Bondy), Robert Schuman (vers Bondy), Résidence Jean Monnet, Parc de la Poudrerie, Deux Départements, de Cèdres à Centre-Ville, Bois Fleuri - Passerelle RN3 (vers Bondy) - Amplitudes horaires : La ligne est en service du lundi au vendredi de 5 h 30 à 20 h 45 et le samedi de 5 h 35 à 21 h 15. - Date de dernière mise à jour : 7 janvier 2024. | | | | | | | | |
| 2128  | Dernière actualisation : — | | | | | | | | |
| 2129  | Gare de Mitry - Claye ⥋ Gare de Meaux | Gare de Mitry - Claye ⥋ Gare de Meaux                                                                      | Gare de Mitry - Claye ⥋ Gare de Meaux                                                                      | Gare de Mitry - Claye ⥋ Gare de Meaux                                                                      | Gare de Mitry - Claye ⥋ Gare de Meaux                                                                      | Gare de Mitry - Claye ⥋ Gare de Meaux                                                                      | Gare de Mitry - Claye ⥋ Gare de Meaux                                                                      | Gare de Mitry - Claye ⥋ Gare de Meaux                                                                      | Gare de Mitry - Claye ⥋ Gare de Meaux                                                                      |
| 2129  | Ouverture / Fermeture 1er septembre 2014 / — | Longueur —                                                                                                 | Durée 20-55 min                                                                                            | Nb. d’arrêts 22                                                                                            | Matériel GX 327                                                                                            | Jours de fonctionnement L, Ma, Me, J, V, S                                                                 | Jour / Soir / Nuit / Fêtes O / N / N / N                                                                   | Voy. / an —                                                                                                | Dépôt Charny                                                                                               |
| 2129  | Desserte : - Ville et lieux desservis : Mitry-Mory (église Saint-Martin, collège Paul Langevin, lycée Honoré de Balzac), Claye-Souilly (centre commercial, lycée professionnel Le Champ de Claye, gymnase Henri Loison, stade Clément Petit, piscine intercommunale, gymnase des Tilleuls, collège Les Tilleuls, mairie, collège Parc des Tourelles, gymnase des Tourelles, église Saint-Étienne)), Fresnes-sur-Marne, Annet-sur-Marne, Précy-sur-Marne (église Saint-Pierre-Saint-Paul, mairie), Charmentray (église de la Sainte-Trinité, mairie), Trilbardou, Villenoy (Cité technique) et Meaux (centre commercial « Les Saisons de Meaux », lycée Pierre de Coubertin, centre hospitalier, jardin des Trinitaires, lycée Henri Moissan, mairie). - Gares desservies : Mitry - Claye et Meaux | | | | | | | | |
| 2129  | Autre : - Zone traversée : 5 - Arrêts non accessibles aux UFR : Fresnes-sur-Marne — Centre, Charmentray — Centre, Trilbardou — Centre (vers Meaux) et Gare de Meaux - Amplitudes horaires : La ligne est en service du lundi au vendredi de 5 h 50 à 10 h 35, puis de 12 h 45 jusqu'à 20 h 55, avancé le mercredi en période scolaire à 12 h 25, et le samedi de 7 h à 17 h 5, retardé durant les vacances scolaires à 9 h 15. - Particularités : - En période scolaire du lundi au vendredi, la desserte du collège Les Tilleuls est observée par une course aller le matin au départ de Charmentray — Centre, jusqu'au terminus Les Petits Bois, arrêt desservi uniquement à cette occasion. L'après-midi excepté le mercredi, deux courses retour partent de Pasteur vers Charmentray — Centre. - En période scolaire le mercredi uniquement, la desserte de l'arrêt Collège Langevin — Lycée Balzac est observée par deux courses le midi, en direction de la gare de Meaux. - Date de dernière mise à jour : 28 août 2023. | | | | | | | | |
| 2129  | Dernière actualisation : — | | | | | | | | |

### Lignes 2130 à 2139
| Ligne | Caractéristiques | Caractéristiques                               | Caractéristiques                               | Caractéristiques                               | Caractéristiques                               | Caractéristiques                               | Caractéristiques                               | Caractéristiques                               | Caractéristiques                               |
| 2130  | Gare de Mitry - Claye ⥋ Charny — Gare Routière | Gare de Mitry - Claye ⥋ Charny — Gare Routière | Gare de Mitry - Claye ⥋ Charny — Gare Routière | Gare de Mitry - Claye ⥋ Charny — Gare Routière | Gare de Mitry - Claye ⥋ Charny — Gare Routière | Gare de Mitry - Claye ⥋ Charny — Gare Routière | Gare de Mitry - Claye ⥋ Charny — Gare Routière | Gare de Mitry - Claye ⥋ Charny — Gare Routière | Gare de Mitry - Claye ⥋ Charny — Gare Routière |
| ----- | --- | ---------------------------------------------- | ---------------------------------------------- | ---------------------------------------------- | ---------------------------------------------- | ---------------------------------------------- | ---------------------------------------------- | ---------------------------------------------- | ---------------------------------------------- |
| 2130  | Ouverture / Fermeture — / — | Longueur —                                     | Durée 25-35 min                                | Nb. d’arrêts 8                                 | Matériel Intouro                               | Jours de fonctionnement L, Ma, Me, J, V        | Jour / Soir / Nuit / Fêtes O / N / N / N       | Voy. / an —                                    | Dépôt Charny                                   |
| 2130  | Desserte : - Ville et lieux desservis : Mitry-Mory (Établissements scolaires), Gressy, Messy, Saint-Mesmes et Charny (Zone d'activités) - Gare desservie : Mitry - Claye |                                                |                                                |                                                |                                                |                                                |                                                |                                                |                                                |
| 2130  | Autre : - Zone traversée : 5 - Arrêts non accessibles aux UFR : — - Amplitudes horaires : La ligne est en service uniquement du lundi au vendredi de 6 h 5 à 9 h 45 puis de 15 h 50 à 20 h 10. - Particularités : En période scolaire, la ligne possède des services supplémentaires ainsi que le mercredi de 13 h 25 à 13 h 50 et le samedi de 7 h 25 à 7 h 50 puis de 12 h 35 à 13 h. En semaine un arrêt supplémentairement Collège Langevin/Lycée Balzac est effectué en direction de Charny Gare Routière les lundi, mardi, jeudi et vendredi à 16 h 29 et 17 h 30 et le mercredi à 12 h 37 et 13 h 38. - Date de dernière mise à jour : 19 septembre 2019. |                                                |                                                |                                                |                                                |                                                |                                                |                                                |                                                |
| 2130  | Dernière actualisation : — |                                                |                                                |                                                |                                                |                                                |                                                |                                                |                                                |

### Lignes 2150 à 2159
| Ligne | Caractéristiques | Caractéristiques                                                                        | Caractéristiques                                                                        | Caractéristiques                                                                        | Caractéristiques                                                                        | Caractéristiques                                                                        | Caractéristiques                                                                        | Caractéristiques                                                                        | Caractéristiques                                                                        |
| 2150  | Longperrier — Lycée Charles-de-Gaulle ⥋ Église du Plessis-l'Évêque                                                                        | Longperrier — Lycée Charles-de-Gaulle ⥋ Église du Plessis-l'Évêque                      | Longperrier — Lycée Charles-de-Gaulle ⥋ Église du Plessis-l'Évêque                      | Longperrier — Lycée Charles-de-Gaulle ⥋ Église du Plessis-l'Évêque                      | Longperrier — Lycée Charles-de-Gaulle ⥋ Église du Plessis-l'Évêque                      | Longperrier — Lycée Charles-de-Gaulle ⥋ Église du Plessis-l'Évêque                      | Longperrier — Lycée Charles-de-Gaulle ⥋ Église du Plessis-l'Évêque                      | Longperrier — Lycée Charles-de-Gaulle ⥋ Église du Plessis-l'Évêque                      | Longperrier — Lycée Charles-de-Gaulle ⥋ Église du Plessis-l'Évêque                      |
| ----- | --- | --------------------------------------------------------------------------------------- | --------------------------------------------------------------------------------------- | --------------------------------------------------------------------------------------- | --------------------------------------------------------------------------------------- | --------------------------------------------------------------------------------------- | --------------------------------------------------------------------------------------- | --------------------------------------------------------------------------------------- | --------------------------------------------------------------------------------------- |
| 2150  | Ouverture / Fermeture 28 août 2023 / — | Longueur —                                                                              | Durée —                                                                                 | Nb. d’arrêts —                                                                          | Matériel —                                                                              | Jours de fonctionnement L, Ma, Me, J, V                                                 | Jour / Soir / Nuit / Fêtes O / N / N / N                                                | Voy. / an —                                                                             | Centre-bus Dammartin-en-Goële                                                           |
| 2150  | Desserte : - Villes et lieux desservis : - Gares desservies : Dammartin - Juilly - Saint-Mard et Meaux                                    |                                                                                         |                                                                                         |                                                                                         |                                                                                         |                                                                                         |                                                                                         |                                                                                         |                                                                                         |
| 2150  | Autre : - Zone traversée : 5 - Arrêts non accessibles aux UFR : — - Amplitudes horaires : - Date de dernière mise à jour : 24 avril 2024. |                                                                                         |                                                                                         |                                                                                         |                                                                                         |                                                                                         |                                                                                         |                                                                                         |                                                                                         |
| 2150  | Dernière actualisation : — |                                                                                         |                                                                                         |                                                                                         |                                                                                         |                                                                                         |                                                                                         |                                                                                         |                                                                                         |
| 2151  | Saint-Mard — Collège Georges-Brassens ⥋ Centre de Villeroy                                                                                | Saint-Mard — Collège Georges-Brassens ⥋ Centre de Villeroy                              | Saint-Mard — Collège Georges-Brassens ⥋ Centre de Villeroy                              | Saint-Mard — Collège Georges-Brassens ⥋ Centre de Villeroy                              | Saint-Mard — Collège Georges-Brassens ⥋ Centre de Villeroy                              | Saint-Mard — Collège Georges-Brassens ⥋ Centre de Villeroy                              | Saint-Mard — Collège Georges-Brassens ⥋ Centre de Villeroy                              | Saint-Mard — Collège Georges-Brassens ⥋ Centre de Villeroy                              | Saint-Mard — Collège Georges-Brassens ⥋ Centre de Villeroy                              |
| 2151  | Ouverture / Fermeture 28 août 2023 / — | Longueur —                                                                              | Durée —                                                                                 | Nb. d’arrêts —                                                                          | Matériel —                                                                              | Jours de fonctionnement L, Ma, Me, J, V                                                 | Jour / Soir / Nuit / Fêtes O / N / N / N                                                | Voy. / an —                                                                             | Centre-bus Dammartin-en-Goële                                                           |
| 2151  | Desserte : - Villes et lieux desservis : - Gares desservies : Dammartin - Juilly - Saint-Mard et Meaux                                    |                                                                                         |                                                                                         |                                                                                         |                                                                                         |                                                                                         |                                                                                         |                                                                                         |                                                                                         |
| 2151  | Autre : - Zone traversée : 5 - Arrêts non accessibles aux UFR : — - Amplitudes horaires : - Date de dernière mise à jour : 24 avril 2024. |                                                                                         |                                                                                         |                                                                                         |                                                                                         |                                                                                         |                                                                                         |                                                                                         |                                                                                         |
| 2151  | Dernière actualisation : — |                                                                                         |                                                                                         |                                                                                         |                                                                                         |                                                                                         |                                                                                         |                                                                                         |                                                                                         |
| 2152  | Saint-Mard — Collège Georges-Brassens ⥋ Église du Plessis-l'Évêque                                                                        | Saint-Mard — Collège Georges-Brassens ⥋ Église du Plessis-l'Évêque                      | Saint-Mard — Collège Georges-Brassens ⥋ Église du Plessis-l'Évêque                      | Saint-Mard — Collège Georges-Brassens ⥋ Église du Plessis-l'Évêque                      | Saint-Mard — Collège Georges-Brassens ⥋ Église du Plessis-l'Évêque                      | Saint-Mard — Collège Georges-Brassens ⥋ Église du Plessis-l'Évêque                      | Saint-Mard — Collège Georges-Brassens ⥋ Église du Plessis-l'Évêque                      | Saint-Mard — Collège Georges-Brassens ⥋ Église du Plessis-l'Évêque                      | Saint-Mard — Collège Georges-Brassens ⥋ Église du Plessis-l'Évêque                      |
| 2152  | Ouverture / Fermeture 28 août 2023 / — | Longueur —                                                                              | Durée —                                                                                 | Nb. d’arrêts —                                                                          | Matériel —                                                                              | Jours de fonctionnement L, Ma, Me, J, V                                                 | Jour / Soir / Nuit / Fêtes O / N / N / N                                                | Voy. / an —                                                                             | Centre-bus Dammartin-en-Goële                                                           |
| 2152  | Desserte : - Villes et lieux desservis : - Gares desservies : Dammartin - Juilly - Saint-Mard et Meaux                                    |                                                                                         |                                                                                         |                                                                                         |                                                                                         |                                                                                         |                                                                                         |                                                                                         |                                                                                         |
| 2152  | Autre : - Zone traversée : 5 - Arrêts non accessibles aux UFR : — - Amplitudes horaires : - Date de dernière mise à jour : 24 avril 2024. |                                                                                         |                                                                                         |                                                                                         |                                                                                         |                                                                                         |                                                                                         |                                                                                         |                                                                                         |
| 2152  | Dernière actualisation : — |                                                                                         |                                                                                         |                                                                                         |                                                                                         |                                                                                         |                                                                                         |                                                                                         |                                                                                         |
| 2153  | Meaux — Établissements scolaires ⥋ Saint-Mard — Gare de Dammartin - Juilly - Saint-Mard                                                   | Meaux — Établissements scolaires ⥋ Saint-Mard — Gare de Dammartin - Juilly - Saint-Mard | Meaux — Établissements scolaires ⥋ Saint-Mard — Gare de Dammartin - Juilly - Saint-Mard | Meaux — Établissements scolaires ⥋ Saint-Mard — Gare de Dammartin - Juilly - Saint-Mard | Meaux — Établissements scolaires ⥋ Saint-Mard — Gare de Dammartin - Juilly - Saint-Mard | Meaux — Établissements scolaires ⥋ Saint-Mard — Gare de Dammartin - Juilly - Saint-Mard | Meaux — Établissements scolaires ⥋ Saint-Mard — Gare de Dammartin - Juilly - Saint-Mard | Meaux — Établissements scolaires ⥋ Saint-Mard — Gare de Dammartin - Juilly - Saint-Mard | Meaux — Établissements scolaires ⥋ Saint-Mard — Gare de Dammartin - Juilly - Saint-Mard |
| 2153  | Ouverture / Fermeture 28 août 2023 / — | Longueur —                                                                              | Durée —                                                                                 | Nb. d’arrêts —                                                                          | Matériel —                                                                              | Jours de fonctionnement L, Ma, Me, J, V                                                 | Jour / Soir / Nuit / Fêtes O / N / N / N                                                | Voy. / an —                                                                             | Centre-bus Dammartin-en-Goële                                                           |
| 2153  | Desserte : - Villes et lieux desservis : - Gares desservies : Dammartin - Juilly - Saint-Mard et Meaux                                    |                                                                                         |                                                                                         |                                                                                         |                                                                                         |                                                                                         |                                                                                         |                                                                                         |                                                                                         |
| 2153  | Autre : - Zone traversée : 5 - Arrêts non accessibles aux UFR : — - Amplitudes horaires : - Date de dernière mise à jour : 24 avril 2024. |                                                                                         |                                                                                         |                                                                                         |                                                                                         |                                                                                         |                                                                                         |                                                                                         |                                                                                         |
| 2153  | Dernière actualisation : — |                                                                                         |                                                                                         |                                                                                         |                                                                                         |                                                                                         |                                                                                         |                                                                                         |                                                                                         |
| 2154  | Meaux — Établissements scolaires ⥋ Saint-Mard — Gare de Dammartin - Juilly - Saint-Mard                                                   | Meaux — Établissements scolaires ⥋ Saint-Mard — Gare de Dammartin - Juilly - Saint-Mard | Meaux — Établissements scolaires ⥋ Saint-Mard — Gare de Dammartin - Juilly - Saint-Mard | Meaux — Établissements scolaires ⥋ Saint-Mard — Gare de Dammartin - Juilly - Saint-Mard | Meaux — Établissements scolaires ⥋ Saint-Mard — Gare de Dammartin - Juilly - Saint-Mard | Meaux — Établissements scolaires ⥋ Saint-Mard — Gare de Dammartin - Juilly - Saint-Mard | Meaux — Établissements scolaires ⥋ Saint-Mard — Gare de Dammartin - Juilly - Saint-Mard | Meaux — Établissements scolaires ⥋ Saint-Mard — Gare de Dammartin - Juilly - Saint-Mard | Meaux — Établissements scolaires ⥋ Saint-Mard — Gare de Dammartin - Juilly - Saint-Mard |
| 2154  | Ouverture / Fermeture 28 août 2023 / — | Longueur —                                                                              | Durée —                                                                                 | Nb. d’arrêts —                                                                          | Matériel —                                                                              | Jours de fonctionnement L, Ma, Me, J, V                                                 | Jour / Soir / Nuit / Fêtes O / N / N / N                                                | Voy. / an —                                                                             | Centre-bus Dammartin-en-Goële                                                           |
| 2154  | Desserte : - Villes et lieux desservis : - Gares desservies : Dammartin - Juilly - Saint-Mard et Meaux                                    |                                                                                         |                                                                                         |                                                                                         |                                                                                         |                                                                                         |                                                                                         |                                                                                         |                                                                                         |
| 2154  | Autre : - Zone traversée : 5 - Arrêts non accessibles aux UFR : — - Amplitudes horaires : - Date de dernière mise à jour : 24 avril 2024. |                                                                                         |                                                                                         |                                                                                         |                                                                                         |                                                                                         |                                                                                         |                                                                                         |                                                                                         |
| 2154  | Dernière actualisation : — |                                                                                         |                                                                                         |                                                                                         |                                                                                         |                                                                                         |                                                                                         |                                                                                         |                                                                                         |
| 2155  | ? ⥋ ? | ? ⥋ ?                                                                                   | ? ⥋ ?                                                                                   | ? ⥋ ?                                                                                   | ? ⥋ ?                                                                                   | ? ⥋ ?                                                                                   | ? ⥋ ?                                                                                   | ? ⥋ ?                                                                                   | ? ⥋ ?                                                                                   |
| 2155  | Ouverture / Fermeture 28 août 2023 / — | Longueur —                                                                              | Durée —                                                                                 | Nb. d’arrêts —                                                                          | Matériel —                                                                              | Jours de fonctionnement L, Ma, Me, J, V                                                 | Jour / Soir / Nuit / Fêtes O / N / N / N                                                | Voy. / an —                                                                             | Centre-bus Dammartin-en-Goële                                                           |
| 2155  | Desserte : - Villes et lieux desservis : - Gare desservie : —                                                                             |                                                                                         |                                                                                         |                                                                                         |                                                                                         |                                                                                         |                                                                                         |                                                                                         |                                                                                         |
| 2155  | Autre : - Zone traversée : 5 - Arrêts non accessibles aux UFR : — - Amplitudes horaires : - Date de dernière mise à jour : 24 avril 2024. |                                                                                         |                                                                                         |                                                                                         |                                                                                         |                                                                                         |                                                                                         |                                                                                         |                                                                                         |
| 2155  | Dernière actualisation : — |                                                                                         |                                                                                         |                                                                                         |                                                                                         |                                                                                         |                                                                                         |                                                                                         |                                                                                         |
| 2156  | ? ⥋ ? | ? ⥋ ?                                                                                   | ? ⥋ ?                                                                                   | ? ⥋ ?                                                                                   | ? ⥋ ?                                                                                   | ? ⥋ ?                                                                                   | ? ⥋ ?                                                                                   | ? ⥋ ?                                                                                   | ? ⥋ ?                                                                                   |
| 2156  | Ouverture / Fermeture 28 août 2023 / — | Longueur —                                                                              | Durée —                                                                                 | Nb. d’arrêts —                                                                          | Matériel —                                                                              | Jours de fonctionnement L, Ma, Me, J, V                                                 | Jour / Soir / Nuit / Fêtes O / N / N / N                                                | Voy. / an —                                                                             | Centre-bus Dammartin-en-Goële                                                           |
| 2156  | Desserte : - Villes et lieux desservis : - Gare desservie : —                                                                             |                                                                                         |                                                                                         |                                                                                         |                                                                                         |                                                                                         |                                                                                         |                                                                                         |                                                                                         |
| 2156  | Autre : - Zone traversée : 5 - Arrêts non accessibles aux UFR : — - Amplitudes horaires : - Date de dernière mise à jour : 24 avril 2024. |                                                                                         |                                                                                         |                                                                                         |                                                                                         |                                                                                         |                                                                                         |                                                                                         |                                                                                         |
| 2156  | Dernière actualisation : — |                                                                                         |                                                                                         |                                                                                         |                                                                                         |                                                                                         |                                                                                         |                                                                                         |                                                                                         |
| 2157  | ? ⥋ ? | ? ⥋ ?                                                                                   | ? ⥋ ?                                                                                   | ? ⥋ ?                                                                                   | ? ⥋ ?                                                                                   | ? ⥋ ?                                                                                   | ? ⥋ ?                                                                                   | ? ⥋ ?                                                                                   | ? ⥋ ?                                                                                   |
| 2157  | Ouverture / Fermeture 28 août 2023 / — | Longueur —                                                                              | Durée —                                                                                 | Nb. d’arrêts —                                                                          | Matériel —                                                                              | Jours de fonctionnement L, Ma, Me, J, V                                                 | Jour / Soir / Nuit / Fêtes O / N / N / N                                                | Voy. / an —                                                                             | Centre-bus Dammartin-en-Goële                                                           |
| 2157  | Desserte : - Villes et lieux desservis : - Gare desservie : —                                                                             |                                                                                         |                                                                                         |                                                                                         |                                                                                         |                                                                                         |                                                                                         |                                                                                         |                                                                                         |
| 2157  | Autre : - Zone traversée : 5 - Arrêts non accessibles aux UFR : — - Amplitudes horaires : - Date de dernière mise à jour : 24 avril 2024. |                                                                                         |                                                                                         |                                                                                         |                                                                                         |                                                                                         |                                                                                         |                                                                                         |                                                                                         |
| 2157  | Dernière actualisation : — |                                                                                         |                                                                                         |                                                                                         |                                                                                         |                                                                                         |                                                                                         |                                                                                         |                                                                                         |
| 2158  | ? ⥋ ? | ? ⥋ ?                                                                                   | ? ⥋ ?                                                                                   | ? ⥋ ?                                                                                   | ? ⥋ ?                                                                                   | ? ⥋ ?                                                                                   | ? ⥋ ?                                                                                   | ? ⥋ ?                                                                                   | ? ⥋ ?                                                                                   |
| 2158  | Ouverture / Fermeture 28 août 2023 / — | Longueur —                                                                              | Durée —                                                                                 | Nb. d’arrêts —                                                                          | Matériel —                                                                              | Jours de fonctionnement L, Ma, Me, J, V                                                 | Jour / Soir / Nuit / Fêtes O / N / N / N                                                | Voy. / an —                                                                             | Centre-bus Dammartin-en-Goële                                                           |
| 2158  | Desserte : - Villes et lieux desservis : - Gare desservie : Aucune.                                                                       |                                                                                         |                                                                                         |                                                                                         |                                                                                         |                                                                                         |                                                                                         |                                                                                         |                                                                                         |
| 2158  | Autre : - Zone traversée : 5 - Arrêts non accessibles aux UFR : — - Amplitudes horaires : - Date de dernière mise à jour : 24 avril 2024. |                                                                                         |                                                                                         |                                                                                         |                                                                                         |                                                                                         |                                                                                         |                                                                                         |                                                                                         |
| 2158  | Dernière actualisation : — |                                                                                         |                                                                                         |                                                                                         |                                                                                         |                                                                                         |                                                                                         |                                                                                         |                                                                                         |
| 2159  | ? ⥋ ? | ? ⥋ ?                                                                                   | ? ⥋ ?                                                                                   | ? ⥋ ?                                                                                   | ? ⥋ ?                                                                                   | ? ⥋ ?                                                                                   | ? ⥋ ?                                                                                   | ? ⥋ ?                                                                                   | ? ⥋ ?                                                                                   |
| 2159  | Ouverture / Fermeture 28 août 2023 / — | Longueur —                                                                              | Durée —                                                                                 | Nb. d’arrêts —                                                                          | Matériel —                                                                              | Jours de fonctionnement L, Ma, Me, J, V                                                 | Jour / Soir / Nuit / Fêtes O / N / N / N                                                | Voy. / an —                                                                             | Centre-bus Dammartin-en-Goële                                                           |
| 2159  | Desserte : - Villes et lieux desservis : - Gare desservie : Aucune.                                                                       |                                                                                         |                                                                                         |                                                                                         |                                                                                         |                                                                                         |                                                                                         |                                                                                         |                                                                                         |
| 2159  | Autre : - Zone traversée : 5 - Arrêts non accessibles aux UFR : — - Amplitudes horaires : - Date de dernière mise à jour : 24 avril 2024. |                                                                                         |                                                                                         |                                                                                         |                                                                                         |                                                                                         |                                                                                         |                                                                                         |                                                                                         |
| 2159  | Dernière actualisation : — |                                                                                         |                                                                                         |                                                                                         |                                                                                         |                                                                                         |                                                                                         |                                                                                         |                                                                                         |

### Lignes 2160 à 2169
| Ligne | Caractéristiques | Caractéristiques                                                                        | Caractéristiques                                                                        | Caractéristiques                                                                        | Caractéristiques                                                                        | Caractéristiques                                                                        | Caractéristiques                                                                        | Caractéristiques                                                                        | Caractéristiques                                                                        |
| 2160  | ? ⥋ ? | ? ⥋ ?                                                                                   | ? ⥋ ?                                                                                   | ? ⥋ ?                                                                                   | ? ⥋ ?                                                                                   | ? ⥋ ?                                                                                   | ? ⥋ ?                                                                                   | ? ⥋ ?                                                                                   | ? ⥋ ?                                                                                   |
| ----- | --- | --------------------------------------------------------------------------------------- | --------------------------------------------------------------------------------------- | --------------------------------------------------------------------------------------- | --------------------------------------------------------------------------------------- | --------------------------------------------------------------------------------------- | --------------------------------------------------------------------------------------- | --------------------------------------------------------------------------------------- | --------------------------------------------------------------------------------------- |
| 2160  | Ouverture / Fermeture 28 août 2023 / — | Longueur —                                                                              | Durée —                                                                                 | Nb. d’arrêts —                                                                          | Matériel —                                                                              | Jours de fonctionnement L, Ma, Me, J, V                                                 | Jour / Soir / Nuit / Fêtes O / N / N / N                                                | Voy. / an —                                                                             | Centre-bus Dammartin-en-Goële                                                           |
| 2160  | Desserte : - Villes et lieux desservis : - Gare desservie : Aucune. |                                                                                         |                                                                                         |                                                                                         |                                                                                         |                                                                                         |                                                                                         |                                                                                         |                                                                                         |
| 2160  | Autre : - Zone traversée : 5 - Arrêts non accessibles aux UFR : — - Amplitudes horaires : - Date de dernière mise à jour : 24 avril 2024. |                                                                                         |                                                                                         |                                                                                         |                                                                                         |                                                                                         |                                                                                         |                                                                                         |                                                                                         |
| 2160  | Dernière actualisation : — |                                                                                         |                                                                                         |                                                                                         |                                                                                         |                                                                                         |                                                                                         |                                                                                         |                                                                                         |
| 2161  | ? ⥋ ? | ? ⥋ ?                                                                                   | ? ⥋ ?                                                                                   | ? ⥋ ?                                                                                   | ? ⥋ ?                                                                                   | ? ⥋ ?                                                                                   | ? ⥋ ?                                                                                   | ? ⥋ ?                                                                                   | ? ⥋ ?                                                                                   |
| 2161  | Ouverture / Fermeture 28 août 2023 / — | Longueur —                                                                              | Durée —                                                                                 | Nb. d’arrêts —                                                                          | Matériel —                                                                              | Jours de fonctionnement L, Ma, Me, J, V                                                 | Jour / Soir / Nuit / Fêtes O / N / N / N                                                | Voy. / an —                                                                             | Centre-bus Dammartin-en-Goële                                                           |
| 2161  | Desserte : - Villes et lieux desservis : - Gare desservie : — |                                                                                         |                                                                                         |                                                                                         |                                                                                         |                                                                                         |                                                                                         |                                                                                         |                                                                                         |
| 2161  | Autre : - Zone traversée : 5 - Arrêts non accessibles aux UFR : — - Amplitudes horaires : - Date de dernière mise à jour : 24 avril 2024. |                                                                                         |                                                                                         |                                                                                         |                                                                                         |                                                                                         |                                                                                         |                                                                                         |                                                                                         |
| 2161  | Dernière actualisation : — |                                                                                         |                                                                                         |                                                                                         |                                                                                         |                                                                                         |                                                                                         |                                                                                         |                                                                                         |
| 2162  | ? ⥋ ? | ? ⥋ ?                                                                                   | ? ⥋ ?                                                                                   | ? ⥋ ?                                                                                   | ? ⥋ ?                                                                                   | ? ⥋ ?                                                                                   | ? ⥋ ?                                                                                   | ? ⥋ ?                                                                                   | ? ⥋ ?                                                                                   |
| 2162  | Ouverture / Fermeture 28 août 2023 / — | Longueur —                                                                              | Durée —                                                                                 | Nb. d’arrêts —                                                                          | Matériel —                                                                              | Jours de fonctionnement L, Ma, Me, J, V                                                 | Jour / Soir / Nuit / Fêtes O / N / N / N                                                | Voy. / an —                                                                             | Centre-bus Dammartin-en-Goële                                                           |
| 2162  | Desserte : - Villes et lieux desservis : - Gare desservie : — |                                                                                         |                                                                                         |                                                                                         |                                                                                         |                                                                                         |                                                                                         |                                                                                         |                                                                                         |
| 2162  | Autre : - Zone traversée : 5 - Arrêts non accessibles aux UFR : — - Amplitudes horaires : - Date de dernière mise à jour : 24 avril 2024. |                                                                                         |                                                                                         |                                                                                         |                                                                                         |                                                                                         |                                                                                         |                                                                                         |                                                                                         |
| 2162  | Dernière actualisation : — |                                                                                         |                                                                                         |                                                                                         |                                                                                         |                                                                                         |                                                                                         |                                                                                         |                                                                                         |
| 2163  | Moussy-le-Neuf — La Barogne ⥋ Claye-Souilly — LEP Champ de CLaye | Moussy-le-Neuf — La Barogne ⥋ Claye-Souilly — LEP Champ de CLaye                        | Moussy-le-Neuf — La Barogne ⥋ Claye-Souilly — LEP Champ de CLaye                        | Moussy-le-Neuf — La Barogne ⥋ Claye-Souilly — LEP Champ de CLaye                        | Moussy-le-Neuf — La Barogne ⥋ Claye-Souilly — LEP Champ de CLaye                        | Moussy-le-Neuf — La Barogne ⥋ Claye-Souilly — LEP Champ de CLaye                        | Moussy-le-Neuf — La Barogne ⥋ Claye-Souilly — LEP Champ de CLaye                        | Moussy-le-Neuf — La Barogne ⥋ Claye-Souilly — LEP Champ de CLaye                        | Moussy-le-Neuf — La Barogne ⥋ Claye-Souilly — LEP Champ de CLaye                        |
| 2163  | Ouverture / Fermeture — / — | Longueur 54,75 km                                                                       | Durée 45-100 min                                                                        | Nb. d’arrêts 49                                                                         | Matériel —                                                                              | Jours de fonctionnement L, Ma, Me, J, V, S                                              | Jour / Soir / Nuit / Fêtes O / N / N / N                                                | Voy. / an —                                                                             | Centre-bus Dammartin-en-Goële                                                           |
| 2163  | Desserte : - Villes et lieux desservis : Moussy-le-Neuf, Moussy-le-Vieux, Villeneuve-sous-Dammartin, Dammartin-en-Goële, Othis, Saint-Mard, Juilly, Vinantes, Nantouillet, Thieux, Compans, Mitry-Mory et Claye-Souilly - Gare desservie : Dammartin - Juilly - Saint-Mard |                                                                                         |                                                                                         |                                                                                         |                                                                                         |                                                                                         |                                                                                         |                                                                                         |                                                                                         |
| 2163  | Autre : - Zone traversée : 5 - Arrêts non accessibles aux UFR : — - Amplitudes horaires : La ligne fonctionne en période scolaire du lundi au vendredi de 6 h 35 à 8 h 45 puis de 15 h 55 à 19 h 20 / 12 h 35 à 17 h 25 (le mercredi uniquement) et le samedi de 6 h 40 à 7 h 45 puis de 12 h 25 à 13 h 35. - Date de dernière mise à jour : 26 juillet 2023. |                                                                                         |                                                                                         |                                                                                         |                                                                                         |                                                                                         |                                                                                         |                                                                                         |                                                                                         |
| 2163  | Dernière actualisation : — |                                                                                         |                                                                                         |                                                                                         |                                                                                         |                                                                                         |                                                                                         |                                                                                         |                                                                                         |
| 2164  | ? ⥋ ? | ? ⥋ ?                                                                                   | ? ⥋ ?                                                                                   | ? ⥋ ?                                                                                   | ? ⥋ ?                                                                                   | ? ⥋ ?                                                                                   | ? ⥋ ?                                                                                   | ? ⥋ ?                                                                                   | ? ⥋ ?                                                                                   |
| 2164  | Ouverture / Fermeture 28 août 2023 / — | Longueur —                                                                              | Durée —                                                                                 | Nb. d’arrêts —                                                                          | Matériel —                                                                              | Jours de fonctionnement L, Ma, Me, J, V                                                 | Jour / Soir / Nuit / Fêtes O / N / N / N                                                | Voy. / an —                                                                             | Centre-bus Dammartin-en-Goële                                                           |
| 2164  | Desserte : - Villes et lieux desservis : - Gare desservie : Aucune. |                                                                                         |                                                                                         |                                                                                         |                                                                                         |                                                                                         |                                                                                         |                                                                                         |                                                                                         |
| 2164  | Autre : - Zone traversée : 5 - Arrêts non accessibles aux UFR : — - Amplitudes horaires : - Date de dernière mise à jour : 24 avril 2024. |                                                                                         |                                                                                         |                                                                                         |                                                                                         |                                                                                         |                                                                                         |                                                                                         |                                                                                         |
| 2164  | Dernière actualisation : — |                                                                                         |                                                                                         |                                                                                         |                                                                                         |                                                                                         |                                                                                         |                                                                                         |                                                                                         |
| 2165  | ? ⥋ ? | ? ⥋ ?                                                                                   | ? ⥋ ?                                                                                   | ? ⥋ ?                                                                                   | ? ⥋ ?                                                                                   | ? ⥋ ?                                                                                   | ? ⥋ ?                                                                                   | ? ⥋ ?                                                                                   | ? ⥋ ?                                                                                   |
| 2165  | Ouverture / Fermeture 28 août 2023 / — | Longueur —                                                                              | Durée —                                                                                 | Nb. d’arrêts —                                                                          | Matériel —                                                                              | Jours de fonctionnement L, Ma, Me, J, V                                                 | Jour / Soir / Nuit / Fêtes O / N / N / N                                                | Voy. / an —                                                                             | Centre-bus Dammartin-en-Goële                                                           |
| 2165  | Desserte : - Villes et lieux desservis : - Gare desservie : Aucune. |                                                                                         |                                                                                         |                                                                                         |                                                                                         |                                                                                         |                                                                                         |                                                                                         |                                                                                         |
| 2165  | Autre : - Zone traversée : 5 - Arrêts non accessibles aux UFR : — - Amplitudes horaires : - Date de dernière mise à jour : 24 avril 2024. |                                                                                         |                                                                                         |                                                                                         |                                                                                         |                                                                                         |                                                                                         |                                                                                         |                                                                                         |
| 2165  | Dernière actualisation : — |                                                                                         |                                                                                         |                                                                                         |                                                                                         |                                                                                         |                                                                                         |                                                                                         |                                                                                         |
| 2166  | ? ⥋ ? | ? ⥋ ?                                                                                   | ? ⥋ ?                                                                                   | ? ⥋ ?                                                                                   | ? ⥋ ?                                                                                   | ? ⥋ ?                                                                                   | ? ⥋ ?                                                                                   | ? ⥋ ?                                                                                   | ? ⥋ ?                                                                                   |
| 2166  | Ouverture / Fermeture 28 août 2023 / — | Longueur —                                                                              | Durée —                                                                                 | Nb. d’arrêts —                                                                          | Matériel —                                                                              | Jours de fonctionnement L, Ma, Me, J, V                                                 | Jour / Soir / Nuit / Fêtes O / N / N / N                                                | Voy. / an —                                                                             | Centre-bus Dammartin-en-Goële                                                           |
| 2166  | Desserte : - Villes et lieux desservis : - Gare desservie : Aucune. |                                                                                         |                                                                                         |                                                                                         |                                                                                         |                                                                                         |                                                                                         |                                                                                         |                                                                                         |
| 2166  | Autre : - Zone traversée : 5 - Arrêts non accessibles aux UFR : — - Amplitudes horaires : - Date de dernière mise à jour : 24 avril 2024. |                                                                                         |                                                                                         |                                                                                         |                                                                                         |                                                                                         |                                                                                         |                                                                                         |                                                                                         |
| 2166  | Dernière actualisation : — |                                                                                         |                                                                                         |                                                                                         |                                                                                         |                                                                                         |                                                                                         |                                                                                         |                                                                                         |
| 2168  | Gare de Mitry - Claye ⥋ Souilly — Avenue des Lilas / Souilly — Passerelle RN3 (le soir) | Gare de Mitry - Claye ⥋ Souilly — Avenue des Lilas / Souilly — Passerelle RN3 (le soir) | Gare de Mitry - Claye ⥋ Souilly — Avenue des Lilas / Souilly — Passerelle RN3 (le soir) | Gare de Mitry - Claye ⥋ Souilly — Avenue des Lilas / Souilly — Passerelle RN3 (le soir) | Gare de Mitry - Claye ⥋ Souilly — Avenue des Lilas / Souilly — Passerelle RN3 (le soir) | Gare de Mitry - Claye ⥋ Souilly — Avenue des Lilas / Souilly — Passerelle RN3 (le soir) | Gare de Mitry - Claye ⥋ Souilly — Avenue des Lilas / Souilly — Passerelle RN3 (le soir) | Gare de Mitry - Claye ⥋ Souilly — Avenue des Lilas / Souilly — Passerelle RN3 (le soir) | Gare de Mitry - Claye ⥋ Souilly — Avenue des Lilas / Souilly — Passerelle RN3 (le soir) |
| 2168  | Ouverture / Fermeture 1er septembre 2014 / — | Longueur —                                                                              | Durée 15-35 min                                                                         | Nb. d’arrêts 14                                                                         | Matériel GX 327                                                                         | Jours de fonctionnement L, Ma, Me, J, V                                                 | Jour / Soir / Nuit / Fêtes O / N / N / N                                                | Voy. / an —                                                                             | Dépôt Charny                                                                            |
| 2168  | Desserte : - Ville et lieux desservis : Mitry-Mory (Établissements scolaires) et Claye-Souilly (Z.I. de Souilly, Centre commercial, Mairie, Mairie annexe). - Gare desservie : Mitry - Claye |                                                                                         |                                                                                         |                                                                                         |                                                                                         |                                                                                         |                                                                                         |                                                                                         |                                                                                         |
| 2168  | Autre : - Zone traversée : 5 - Arrêts non accessibles aux UFR : — - Amplitudes horaires : La ligne est en service du lundi au vendredi de 6 h 10 à 7 h 40 puis de 16 h 35 à 19 h 30. - Particularités : En période scolaire, la ligne possède un service supplémentaire le mercredi en direction de Bois Lilas de 13 h 15 à 13 h 50 et le samedi de 7 h 20 à 7 h 45 puis de 12 h 15 à 12 h 45. La ligne possède un service scolaire entre Mairie et Avenue des Lilas (le matin) / Bois Lilas (le soir) du lundi au vendredi de 8 h 5 à 8 h 20 puis de 16 h 10 à 17 h 25 / 12 h 40 à 12 h 55. En semaine un arrêt supplémentairement Collège Langevin/Lycée Balzac est effectué en direction de Bois Lilas les lundi, mardi, jeudi et vendredi à 16 h 38 et 17 h 18 et le mercredi à 13 h 18. - Date de dernière mise à jour : 19 septembre 2019. |                                                                                         |                                                                                         |                                                                                         |                                                                                         |                                                                                         |                                                                                         |                                                                                         |                                                                                         |
| 2168  | Dernière actualisation : — |                                                                                         |                                                                                         |                                                                                         |                                                                                         |                                                                                         |                                                                                         |                                                                                         |                                                                                         |
| 2169  | Claye — Mairie ⥋ Charny — Gare Routière | Claye — Mairie ⥋ Charny — Gare Routière                                                 | Claye — Mairie ⥋ Charny — Gare Routière                                                 | Claye — Mairie ⥋ Charny — Gare Routière                                                 | Claye — Mairie ⥋ Charny — Gare Routière                                                 | Claye — Mairie ⥋ Charny — Gare Routière                                                 | Claye — Mairie ⥋ Charny — Gare Routière                                                 | Claye — Mairie ⥋ Charny — Gare Routière                                                 | Claye — Mairie ⥋ Charny — Gare Routière                                                 |
| 2169  | Ouverture / Fermeture — / — | Longueur —                                                                              | Durée 25 min                                                                            | Nb. d’arrêts 8                                                                          | Matériel —                                                                              | Jours de fonctionnement L, Ma, Me, J, V                                                 | Jour / Soir / Nuit / Fêtes O / N / N / N                                                | Voy. / an —                                                                             | Dépôt Charny                                                                            |
| 2169  | Desserte : - Ville et lieux desservis : Claye-Souilly (Mairie, Centre commercial), Gressy, Messy, Saint-Mesmes et Charny (Zone d'activités) |                                                                                         |                                                                                         |                                                                                         |                                                                                         |                                                                                         |                                                                                         |                                                                                         |                                                                                         |
| 2169  | Autre : - Zone traversée : 5 - Arrêts non accessibles aux UFR : — - Amplitudes horaires : La ligne est en service uniquement du lundi au vendredi de 8 h 50 à 9 h 15 puis de 16 h 15 à 16 h 40. - Particularités : En période scolaire, la ligne commence à 7 h 45 et termine à 17 h 40. Le mercredi, elle circule également entre 12 h et 13 h 10. - Date de dernière mise à jour : 1er mars 2015. |                                                                                         |                                                                                         |                                                                                         |                                                                                         |                                                                                         |                                                                                         |                                                                                         |                                                                                         |
| 2169  | Dernière actualisation : — |                                                                                         |                                                                                         |                                                                                         |                                                                                         |                                                                                         |                                                                                         |                                                                                         |                                                                                         |

### Lignes 2170 à 2179
| Ligne | Caractéristiques | Caractéristiques                                                                   | Caractéristiques                                                                   | Caractéristiques                                                                   | Caractéristiques                                                                   | Caractéristiques                                                                   | Caractéristiques                                                                   | Caractéristiques                                                                   | Caractéristiques                                                                   |
| 2171  | Villeparisis - Mitry-le-Neuf RER ⥋ Mitry-Mory — Collège Satie | Villeparisis - Mitry-le-Neuf RER ⥋ Mitry-Mory — Collège Satie                      | Villeparisis - Mitry-le-Neuf RER ⥋ Mitry-Mory — Collège Satie                      | Villeparisis - Mitry-le-Neuf RER ⥋ Mitry-Mory — Collège Satie                      | Villeparisis - Mitry-le-Neuf RER ⥋ Mitry-Mory — Collège Satie                      | Villeparisis - Mitry-le-Neuf RER ⥋ Mitry-Mory — Collège Satie                      | Villeparisis - Mitry-le-Neuf RER ⥋ Mitry-Mory — Collège Satie                      | Villeparisis - Mitry-le-Neuf RER ⥋ Mitry-Mory — Collège Satie                      | Villeparisis - Mitry-le-Neuf RER ⥋ Mitry-Mory — Collège Satie                      |
| ----- | --- | ---------------------------------------------------------------------------------- | ---------------------------------------------------------------------------------- | ---------------------------------------------------------------------------------- | ---------------------------------------------------------------------------------- | ---------------------------------------------------------------------------------- | ---------------------------------------------------------------------------------- | ---------------------------------------------------------------------------------- | ---------------------------------------------------------------------------------- |
| 2171  | Ouverture / Fermeture — / — | Longueur 4,20 km                                                                   | Durée 15 min                                                                       | Nb. d’arrêts 11                                                                    | Matériel —                                                                         | Jours de fonctionnement L, Ma, Me, J, V                                            | Jour / Soir / Nuit / Fêtes O / N / N / N                                           | Voy. / an —                                                                        | Centre-bus Tremblay-en-France                                                      |
| 2171  | Desserte : - Ville et lieux desservis : Mitry-Mory - Gare desservie : Villeparisis - Mitry-le-Neuf |                                                                                    |                                                                                    |                                                                                    |                                                                                    |                                                                                    |                                                                                    |                                                                                    |                                                                                    |
| 2171  | Autre : - Zone traversée : 5 - Arrêts non accessibles aux UFR : — - Amplitudes horaires : La ligne fonctionne du lundi au vendredi en période scolaire de 8 h 5 à 9 h 20 puis de 11 h 40 à 17 h 20 / 11 h 40 à 12 h 50 (le mercredi uniquement). - Date de dernière mise à jour : 28 mars 2015.                                                      |                                                                                    |                                                                                    |                                                                                    |                                                                                    |                                                                                    |                                                                                    |                                                                                    |                                                                                    |
| 2171  | Dernière actualisation : — |                                                                                    |                                                                                    |                                                                                    |                                                                                    |                                                                                    |                                                                                    |                                                                                    |                                                                                    |
| 2176  | Mitry-Mory — La Villette aux Aulnes ⥋ Mitry-Mory — Collège Langevin - Lycée Balzac | Mitry-Mory — La Villette aux Aulnes ⥋ Mitry-Mory — Collège Langevin - Lycée Balzac | Mitry-Mory — La Villette aux Aulnes ⥋ Mitry-Mory — Collège Langevin - Lycée Balzac | Mitry-Mory — La Villette aux Aulnes ⥋ Mitry-Mory — Collège Langevin - Lycée Balzac | Mitry-Mory — La Villette aux Aulnes ⥋ Mitry-Mory — Collège Langevin - Lycée Balzac | Mitry-Mory — La Villette aux Aulnes ⥋ Mitry-Mory — Collège Langevin - Lycée Balzac | Mitry-Mory — La Villette aux Aulnes ⥋ Mitry-Mory — Collège Langevin - Lycée Balzac | Mitry-Mory — La Villette aux Aulnes ⥋ Mitry-Mory — Collège Langevin - Lycée Balzac | Mitry-Mory — La Villette aux Aulnes ⥋ Mitry-Mory — Collège Langevin - Lycée Balzac |
| 2176  | Ouverture / Fermeture — / — | Longueur 12,75 km                                                                  | Durée 10-35 min                                                                    | Nb. d’arrêts 19                                                                    | Matériel Citelis 18                                                                | Jours de fonctionnement L, Ma, Me, J, V, S                                         | Jour / Soir / Nuit / Fêtes O / N / N / N                                           | Voy. / an —                                                                        | Centre-bus Tremblay-en-France                                                      |
| 2176  | Desserte : - Ville et lieux desservis : Mitry-Mory - Gare desservie : Villeparisis - Mitry-le-Neuf |                                                                                    |                                                                                    |                                                                                    |                                                                                    |                                                                                    |                                                                                    |                                                                                    |                                                                                    |
| 2176  | Autre : - Zone traversée : 5 - Arrêts non accessibles aux UFR : — - Amplitudes horaires : La ligne fonctionne en période scolaire du lundi au vendredi de 7 h 15 à 9 h 20 puis de 11 h 40 à 18 h 50 / 11 h 40 à 14 h (le mercredi uniquement) et le samedi de 7 h 15 à 7 h 50 puis de 12 h 25 à 13 h. - Date de dernière mise à jour : 3 avril 2015. |                                                                                    |                                                                                    |                                                                                    |                                                                                    |                                                                                    |                                                                                    |                                                                                    |                                                                                    |
| 2176  | Dernière actualisation : — |                                                                                    |                                                                                    |                                                                                    |                                                                                    |                                                                                    |                                                                                    |                                                                                    |                                                                                    |

### Lignes de soirée
| Ligne  | Caractéristiques | Caractéristiques          | Caractéristiques          | Caractéristiques          | Caractéristiques          | Caractéristiques          | Caractéristiques                         | Caractéristiques          | Caractéristiques          |
| Soirée | Soirée Mitry-Claye | Soirée Mitry-Claye        | Soirée Mitry-Claye        | Soirée Mitry-Claye        | Soirée Mitry-Claye        | Soirée Mitry-Claye        | Soirée Mitry-Claye                       | Soirée Mitry-Claye        | Soirée Mitry-Claye        |
| Soirée | Gare de Mitry - Claye ⥋ ? | Gare de Mitry - Claye ⥋ ? | Gare de Mitry - Claye ⥋ ? | Gare de Mitry - Claye ⥋ ? | Gare de Mitry - Claye ⥋ ? | Gare de Mitry - Claye ⥋ ? | Gare de Mitry - Claye ⥋ ?                | Gare de Mitry - Claye ⥋ ? | Gare de Mitry - Claye ⥋ ? |
| ------ | --- | ------------------------- | ------------------------- | ------------------------- | ------------------------- | ------------------------- | ---------------------------------------- | ------------------------- | ------------------------- |
| Soirée | Ouverture / Fermeture 1er août 2023 / — | Longueur —                | Durée —                   | Nb. d’arrêts —            | Matériel —                | Jours de fonctionnement — | Jour / Soir / Nuit / Fêtes N / O / N / N | Voy. / an —               | Dépôt —                   |
| Soirée | Desserte : - Ville et lieux desservis : - Gare desservie : |                           |                           |                           |                           |                           |                                          |                           |                           |
| Soirée | Autre : - Zones traversées : 5 - Arrêts non accessibles aux UFR : — - Amplitudes horaires : NC - Substitution nocturne : Ce service remplace les lignes de journée et dépose les voyageurs aux arrêts demandés, sans itinéraire fixe. - Date de dernière mise à jour : 25 juin 2023. |                           |                           |                           |                           |                           |                                          |                           |                           |
| Soirée | Dernière actualisation : — |                           |                           |                           |                           |                           |                                          |                           |                           |
| Soirée | Soirée Mitry-le-Neuf | Soirée Mitry-le-Neuf      | Soirée Mitry-le-Neuf      | Soirée Mitry-le-Neuf      | Soirée Mitry-le-Neuf      | Soirée Mitry-le-Neuf      | Soirée Mitry-le-Neuf                     | Soirée Mitry-le-Neuf      | Soirée Mitry-le-Neuf      |
| Soirée | Gare de Villeparisis - Mitry-le-Neuf ⥋ ? |                           |                           |                           |                           |                           |                                          |                           |                           |
| Soirée | Ouverture / Fermeture 1er août 2023 / — | Longueur —                | Durée —                   | Nb. d’arrêts —            | Matériel —                | Jours de fonctionnement — | Jour / Soir / Nuit / Fêtes N / O / N / N | Voy. / an —               | Dépôt —                   |
| Soirée | Desserte : - Ville et lieux desservis : - Gare desservie : |                           |                           |                           |                           |                           |                                          |                           |                           |
| Soirée | Autre : - Zones traversées : 5 - Arrêts non accessibles aux UFR : — - Amplitudes horaires : NC - Substitution nocturne : Ce service remplace les lignes de journée et dépose les voyageurs aux arrêts demandés, sans itinéraire fixe. - Date de dernière mise à jour : 25 juin 2023. |                           |                           |                           |                           |                           |                                          |                           |                           |
| Soirée | Dernière actualisation : — |                           |                           |                           |                           |                           |                                          |                           |                           |
| Soirée | Soirée Villeparisis | Soirée Villeparisis       | Soirée Villeparisis       | Soirée Villeparisis       | Soirée Villeparisis       | Soirée Villeparisis       | Soirée Villeparisis                      | Soirée Villeparisis       | Soirée Villeparisis       |
| Soirée | Gare de Villeparisis - Mitry-le-Neuf ⥋ ? |                           |                           |                           |                           |                           |                                          |                           |                           |
| Soirée | Ouverture / Fermeture 1er août 2023 / — | Longueur —                | Durée —                   | Nb. d’arrêts —            | Matériel —                | Jours de fonctionnement — | Jour / Soir / Nuit / Fêtes N / O / N / N | Voy. / an —               | Dépôt —                   |
| Soirée | Desserte : - Ville et lieux desservis : - Gare desservie : |                           |                           |                           |                           |                           |                                          |                           |                           |
| Soirée | Autre : - Zones traversées : 5 - Arrêts non accessibles aux UFR : — - Amplitudes horaires : NC - Substitution nocturne : Ce service remplace les lignes de journée et dépose les voyageurs aux arrêts demandés, sans itinéraire fixe. - Date de dernière mise à jour : 25 juin 2023. |                           |                           |                           |                           |                           |                                          |                           |                           |
| Soirée | Dernière actualisation : — |                           |                           |                           |                           |                           |                                          |                           |                           |

### Transport à la demande
Le réseau de bus est complété par un service de transport à la demande, le « TàD Goële ».

## Gestion et exploitation
Les réseaux de transports en commun franciliens sont organisés par Île-de-France Mobilités. L'exploitation du réseau de bus Roissy Est revient à Keolis Roissy Pays de France Est depuis le 1er août 2023.

### Parc de véhicules

#### Dépôts
Les dépôts ont pour mission de remiser les différents véhicules, mais également d'assurer leur entretien préventif et curatif. L'entretien curatif ou correctif a lieu quand une panne ou un dysfonctionnement est signalé par un machiniste.
Le nouvel exploitant récupère les Centres Opérationnels Bus (COB) de Charny, Dammartin-en-Goële, Saint-Soupplets et Mitry-Mory.

#### Détails du parc
Le parc du réseau de bus Roissy Est dispose d'un parc composé de midibus, bus standards, bus articulés et d'autocars, avec les modèles suivants :

#### Midibus
| Constructeur  | Modèle      | Nombre | Numéros de parc        | Période de mise en service           | Affectation                        | Observations |
| ------------- | ----------- | ------ | ---------------------- | ------------------------------------ | ---------------------------------- | --- |
| Heuliez Bus   | GX 127      | 1      | 233057                 | Depuis Novembre 2009                 | 2124 2127                          | Ex-Keolis CIF depuis le 1er août 2023 |
| Heuliez Bus   | GX 137      | 3      | 233059 ; 233061-233062 | Entre Décembre 2014 et Décembre 2016 | 2107                               | Ex-Keolis CIF depuis le 1er août 2023 |
| Mercedes-Benz | Citaro K C2 | 6      | 233060 ; 233064-233068 | Entre Avril 2015 et Juillet 2020     | 2116 2117 2123 2124 2127 2130 2171 | 233060 : Ex-Transdev TVF depuis le 1er août 2023 233064-233065 : Ex-Keolis Vélizy depuis le 1er août 2023 233066-233067 : Ex-Keolis CIF depuis le 1er août 2023 233068 : Ex-Transdev Trans Val d'Oise depuis le 1er janvier 2024 |

#### Bus standards
| Constructeur  | Modèle           | Nombre | Numéros de parc                                 | Période de mise en service       | Affectation                                                      | Observations |
| ------------- | ---------------- | ------ | ----------------------------------------------- | -------------------------------- | ---------------------------------------------------------------- | --- |
| Heuliez Bus   | GX 327           | 7      | 231431-231433 ; 231435-231436 ; 231440 ; 231442 | Entre Août 2010 et Décembre 2013 | 2120 2128 2129                                                   | Ex-Transdev TVF depuis le 1er août 2023 |
| Heuliez Bus   | GX 337 hybride   | 10     | 231457-231461 ; 231463-231466 ; 231469          | Entre Août 2016 et Décembre 2017 | 2113 2116 2117 2118 2121 2123 2124                               | Ex-Keolis CIF depuis le 1er août 2023 |
| Iveco Bus     | Urbanway 12 GNV  | 14     | 231001-231004 ; 231046 ; 241091-241099          | Entre Mars 2023 et Mars 2024     | 2113 2116 2117 2118 2121 2123 2124                               | 231001-231004 et 231046 : Ex-Keolis CIF depuis le 1er septembre 2023 |
| Mercedes-Benz | Citaro C2        | 18     | 159132 ; 231443-231456 ; 231467-231468 ; 231470 | Entre Avril 2014 et Juin 2018    | 2113 2116 2117 2118 2120 2121 2123 2124 2128 2129 2130 2168 2169 | 231443-231449 : Ex-Keolis CIF depuis le 1er août 2023 231450-231453, 231467-231468 et 231470 : Ex-Transdev TVF depuis le 1er août 2023 231454-231456 : Ex-Transdev Vaux-le-Pénil depuis le 1er août 2023 159132 : Ex-Keolis Vélizy depuis le 1er juillet 2024 |
| Mercedes-Benz | Citaro C2 Hybrid | 3      | 231471-231473                                   | Depuis Octobre 2018              | 2120 2128 2129                                                   | Ex-Transdev TRA depuis le 1er août 2023 |
| Mercedes-Benz | Citaro Facelift  | 5      | 099137 ; 231434 ; 231437-231438 ; 231441        | Entre Juillet 2009 et Août 2013  | 2113 2116 2117 2118 2120 2121 2123 2124 2128 2129                | 231434, 231437-231438 et 231441 : Ex-Keolis CIF depuis le 1er août 2023 099137 : Ex-Keolis COF depuis le 1er septembre 2024 |

#### Bus articulés
| Constructeur  | Modèle      | Nombre | Numéros de parc | Période de mise en service | Affectation | Observations                          |
| ------------- | ----------- | ------ | --------------- | -------------------------- | ----------- | ------------------------------------- |
| Mercedes-Benz | Citaro G C2 | 1      | 232099          | Depuis Octobre 2018        | 2176        | Ex-Keolis CIF depuis le 1er août 2023 |

#### Autocars
| Constructeur  | Modèle              | Nombre | Numéros de parc                                                        | Période de mise en service           | Affectation | Observations |
| ------------- | ------------------- | ------ | ---------------------------------------------------------------------- | ------------------------------------ | --- | --- |
| Irisbus       | Arway               | 1      | 237521                                                                 | Depuis Octobre 2011                  | 2119 2129 2130 | Ex-Transdev TVF depuis le 1er août 2023 |
| Irisbus       | Crossway            | 6      | 237498-237500 ; 237507-237508 ; 237520                                 | Entre Juin 2008 et Décembre 2009     | 2101 2102 2103 2104 2107 2108 2109 2110 2111 2150 2151 2152 2153 2154 2155 2156 2157 2158 2159 2160 2161 2162 2163 2164 2165 2166                                                        | Ex-Keolis CIF depuis le 1er août 2023 |
| Irisbus       | Crossway LE Line    | 2      | 237474-237475                                                          | Depuis Mars 2014                     | 2101 2102 2104 | Ex-Keolis CIF depuis le 1er août 2023 |
| Iveco Bus     | Crossway LE Line    | 22     | 237476-237497                                                          | Entre Juillet 2014 et Avril 2020     | 2101 2102 2103 2104 2107 2108 2109 2110 2111 2113 2116 2117 2119 2121 2122 2123 2124 2171 2176                                                                                           | Ex-Keolis CIF depuis le 1er août 2023 |
| Iveco Bus     | Crossway LE Line NP | 3      | 237030-237032                                                          | Entre Avril 2023 et Juin 2023        | 2101 2102 2103 2104 2107 2108 2109 2110 2111 2150 2151 2152 2153 2154 2155 2156 2157 2158 2159 2160 2161 2162 2163 2164 2165 2166                                                        | 237032 : Ex-Transdev Vulaines depuis le 1er septembre 2023 237030-237031 : Ex-Transdev Vulaines depuis le 1er janvier 2024                               |
| Iveco Bus     | Crossway Pro        | 2      | 175014-175015                                                          | Depuis Juillet 2017                  | 2101 2102 2103 2104 2107 2108 2109 2110 2111 2150 2151 2152 2153 2154 2155 2156 2157 2158 2159 2160 2161 2162 2163 2164 2165 2166                                                        | Ex-Keolis Languedoc depuis le 1er juin 2024 |
| Mercedes-Benz | Citaro LE MÜ        | 10     | 103157 ; 103160 ; 237466-237473                                        | Entre Novembre 2010 et Décembre 2011 | 2101 2102 2103 2104 2107 2108 2109 2110 2111 2113 2116 2117 2119 2121 2122 2123 2124 2171 2176                                                                                           | Ex-Keolis CIF depuis le 1er août 2023 |
| Mercedes-Benz | Integro II M        | 2      | 093391 ; 237526                                                        | Entre Novembre 2009 et Juillet 2012  | 2101 2102 2103 2104 2107 2108 2109 2110 2111 | Ex-Keolis CIF depuis le 1er août 2023 |
| Mercedes-Benz | Intouro II          | 2      | 237530 ; 237549                                                        | Entre Juillet 2016 et Décembre 2020  | 2119 2129 2130 | Ex-Transdev TVF depuis le 1er août 2023 |
| Mercedes-Benz | Intouro II E        | 1      | 237527                                                                 | Depuis Octobre 2012                  | 2119 2129 2130 | Ex-Transdev TVF depuis le 1er août 2023 |
| Mercedes-Benz | Intouro II L        | 8      | 237528 ; 237534-237537 ; 237543-237544 ; 237550                        | Entre Août 2014 et Décembre 2020     | 2101 2102 2103 2104 2107 2108 2109 2110 2111 2150 2151 2152 2153 2154 2155 2156 2157 2158 2159 2160 2161 2162 2163 2164 2165 2166                                                        | Ex-Keolis CIF depuis le 1er août 2023 |
| Mercedes-Benz | Intouro II M        | 13     | 237529 ; 237531-237533 ; 237538-237542 ; 237545-237548                 | Entre Juillet 2016 et Juillet 2020   | 2101 2102 2103 2104 2107 2108 2109 2110 2111 2113 2116 2117 2119 2121 2122 2123 2124 2129 2130 2150 2151 2152 2153 2154 2155 2156 2157 2158 2159 2160 2161 2162 2163 2164 2165 2166 2176 | 237529 : Ex-Transdev TVF depuis le 1er août 2023 237531-237533, 237538-237542, 237545-237548 : Ex-Keolis CIF depuis le 1er août 2023                     |
| Mercedes-Benz | Intouro II ME       | 24     | 091042-091043 ; 111033 ; 237501-237506 ; 237509-237519 ; 237522-237525 | Entre Juin 2008 et Juin 2012         | 2101 2102 2103 2104 2107 2108 2109 2110 2111 2113 2116 2117 2119 2121 2122 2123 2124 2150 2151 2152 2153 2154 2155 2156 2157 2158 2159 2160 2161 2162 2163 2164 2165 2166 2176           | 091042-091043 : Ex-Keolis Monts Jura depuis le 1er août 2023 111033, 237501-237506, 237509-237519, 237522-237525 : Ex-Keolis CIF depuis le 1er août 2023 |

### Tarification et fonctionnement

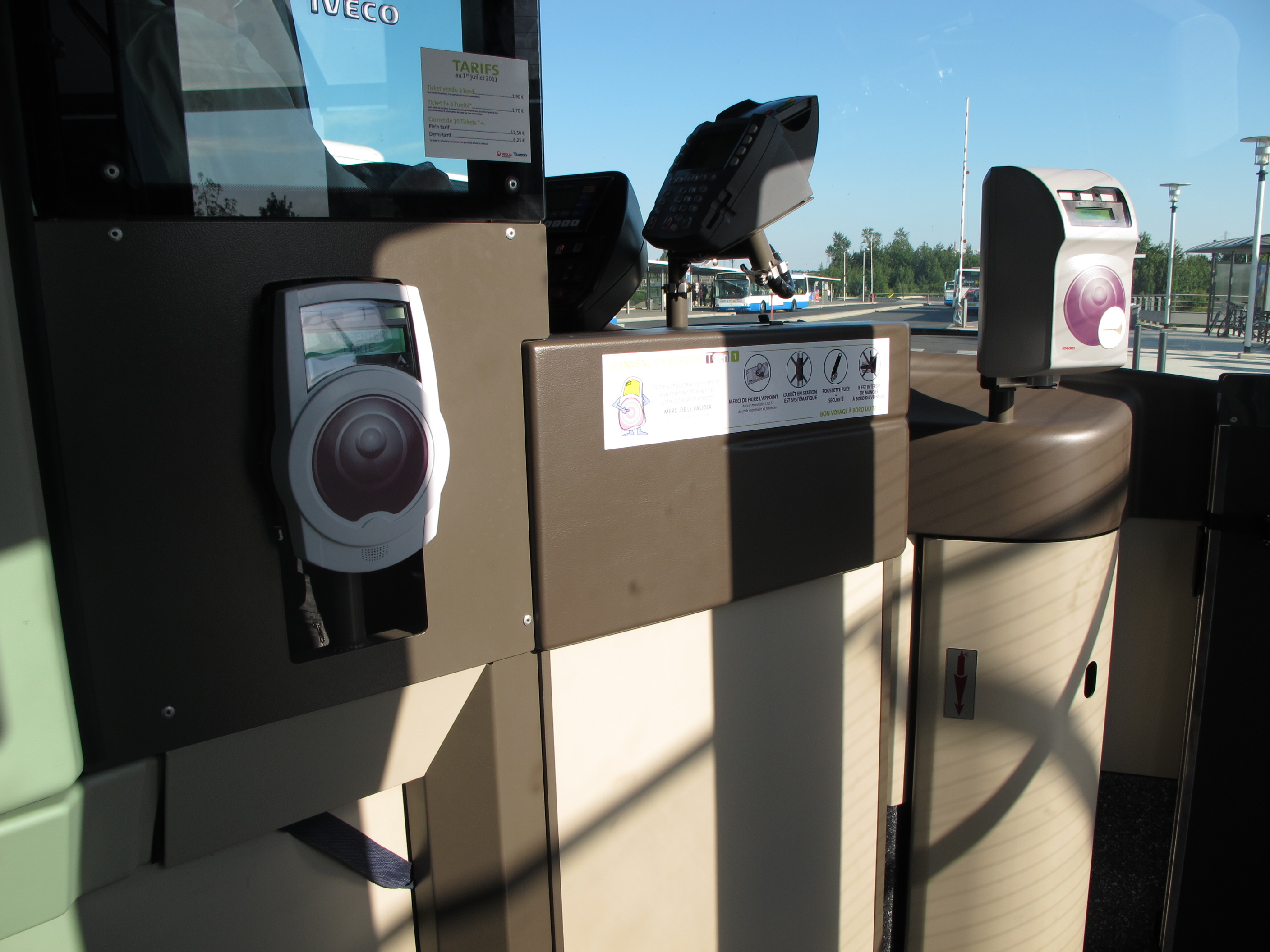
Validateurs pour passes Navigo (à gauche) et pour tickets carton (à droite) présents dans les bus et tramway.

La tarification des lignes d'autobus d'Île-de-France est unifiée et accessible avec les mêmes abonnements. Un ticket « bus-tram », qui remplace le ticket t+ au 1er janvier 2025, permet un trajet simple quelle que soit la distance, avec une ou plusieurs correspondances possibles avec les autres lignes de bus et de tramway pendant une durée maximale de 1 h 30 entre la première et dernière validation. En revanche, un ticket validé dans un bus ne permet pas d'emprunter le métro, ni le Transilien et le RER. Les lignes Orlybus et Roissybus, assurant de façon directe les dessertes aéroportuaires via autoroute, disposent d'une tarification spécifique mais sont accessibles avec les abonnements habituels.
Les tarifs des billets et abonnements dont le montant est limité par décision politique ne couvrent pas les frais réels de transport. Le manque à gagner est compensé par l'autorité organisatrice, Île-de-France Mobilités, présidée depuis 2005 par le président du conseil régional d'Île-de-France et composé d'élus locaux. Elle définit les conditions générales d'exploitation ainsi que la durée et la fréquence des services. L'équilibre financier du fonctionnement est assuré par une dotation globale annuelle aux transporteurs de la région grâce au versement mobilité payé par les entreprises et aux contributions des collectivités publiques.